# Les Étrusques et la Méditerranée
Les Étrusques et la Méditerranée est une exposition temporaire qui a lieu du 5 décembre 2013 au 10 mars 2014 dans la Galerie des expositions temporaires du Louvre-Lens, en France, puis du 14 avril au 20 juillet 2014 au Palazzo delle Esposizioni à Rome, en Italie. L'exposition est consacrée aux Étrusques et plus particulièrement à la cité de Cerveteri, dont mille ans d'histoire sont mis en scène.
Plus de 400 objets sont présentés, outre le Sarcophage des Époux, œuvre phare de cette exposition, beaucoup de pièces de céramique antique très variées sont exposées, ainsi que des antéfixes, des plaques peintes, des bijoux, des objets du quotidien...
Du 18 septembre 2013 au 9 février 2014 a lieu au musée Maillol à Paris l'exposition intitulée Étrusques, un hymne à la vie.

## Description
Les Étrusques et la Méditerranée prend place dans la Galerie des expositions temporaires du Louvre-Lens du 5 décembre 2013 au 10 mars 2014,, elle succède à l'exposition L'Europe de Rubens qui s'est déroulée du 22 mai au 23 septembre 2013, et précède l'exposition Les Désastres de la guerre, prévue du 28 mai au 6 octobre 2014.
L'exposition est ensuite présentée du 14 avril au 20 juillet 2014 au Palazzo delle Esposizioni à Rome en Italie,,.
D'après Laurent Haumesser, un des commissaires de l'exposition, Les Étrusques et la Méditerranée se distingue des autres en ce sens qu'elle se focalise sur la cité de Cerveteri, au lieu d'un grand ensemble de villes, et qu'elle traite de son histoire sur une période de mille ans. Pour cette exhibition, la rédaction du magazine Beaux Arts met en valeur l'importance que recouvre les pièces exhumées et provenant de Cerveteri :

« Le choix de la civilisation étrusque et de la cité de Cerveteri comme sujet de la première exposition archéologique du Louvre-Lens est motivé par trois raisons. Tout d’abord, l’exposition rappelle l’importance historique de Cerveteri, l’antique Caere. Elle fut une puissance majeure en Méditerranée occidentale. Largement tournée vers la mer grâce à son port, Pyrgi, elle développa d’intenses relations politiques, économiques et culturelles avec le monde punique et plus encore avec le monde grec.
Cerveteri eut en outre des liens privilégiés avec Rome, jusqu’à l’affrontement final et à l’incorporation de la cité étrusque dans le nouvel Empire romain. Il est possible de retracer cette histoire grâce à la richesse de la documentation archéologique ancienne et notamment de la collection cérétaine du Louvre, la plus importante conservée hors d’Italie. Les œuvres du Louvre sont complétées par des pièces d’autres collections prestigieuses (Rome, Londres, Copenhague, Berlin). L’exposition est enfin l’occasion de faire le point sur l’actualité de la recherche archéologique. Ces dernières décennies, l’exploration des nécropoles a apporté de nombreuses découvertes importantes. Mais c’est surtout le cœur de la ville antique qui a livré les données les plus nouvelles. Ces dernières fouilles ont considérablement enrichi la connaissance de la cité et permis de recontextualiser les pièces majeures issues des fouilles du XIXe siècle. »

— Rédaction de Beaux Arts magazine, 4 décembre 2013.

### Mécénat
Eiffage et la fondation Total sont les mécènes de cette exposition.

### Commissariat scientifique
Le commissariat scientifique de l'exposition est assuré par Françoise Gaultier et Laurent Haumesser pour le département des Antiquités grecques, étrusques et romaines du musée du Louvre, par Paola Santoro et Vincenzo Bellelli du consilio nazionale delle ricerche de l'Istitito di studi sul Mediterraneo antico, et par Alfonsina Russo et Rita Cosentino de la Soprintendanza per i beni archeologici dell'Etruria meridionale,.

### Restauration d'œuvres
Le Sarcophage des Époux, décrit comme une des pièces majeures de l'exposition, est arrivé au musée quelques semaines avant le début de l'exposition afin d'être restauré. L'objectif est ici de retirer les taches noires qui sont des résidus de manganèse, et, à terme, de restituer la polychromie originelle de l'œuvre.
Au début du mois d'octobre, il est restauré dans un atelier du musée, des visites y sont organisées plusieurs fois par semaine,. Le numéro 26 du journal du Louvre, Grande Galerie, revient sur cette restauration, listant également les autres œuvres restaurées,.

Restauration du Sarcophage des Époux (Cp 5194) avant l'exposition Les Étrusques et la Méditerranée, 9 octobre 2013
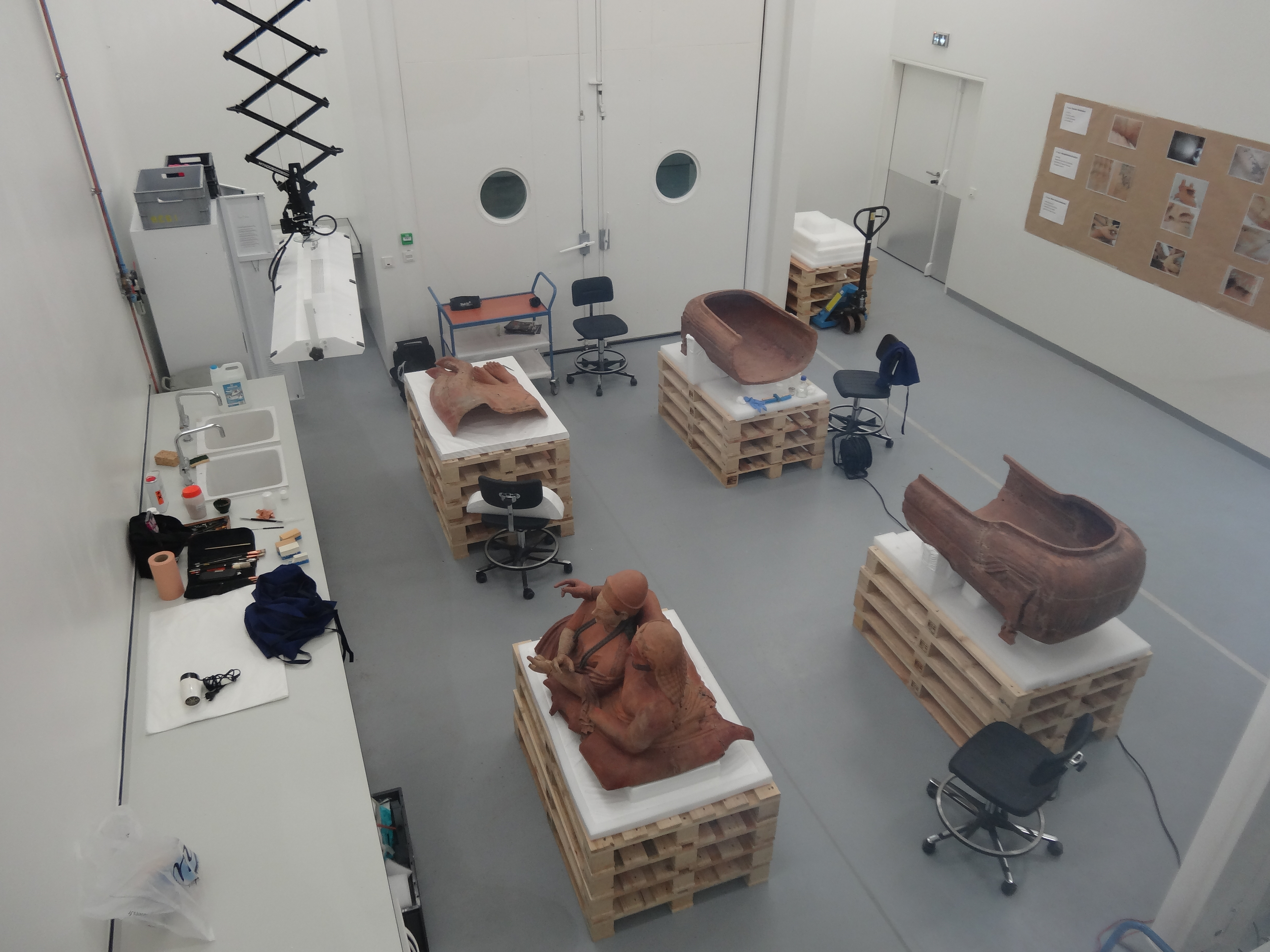
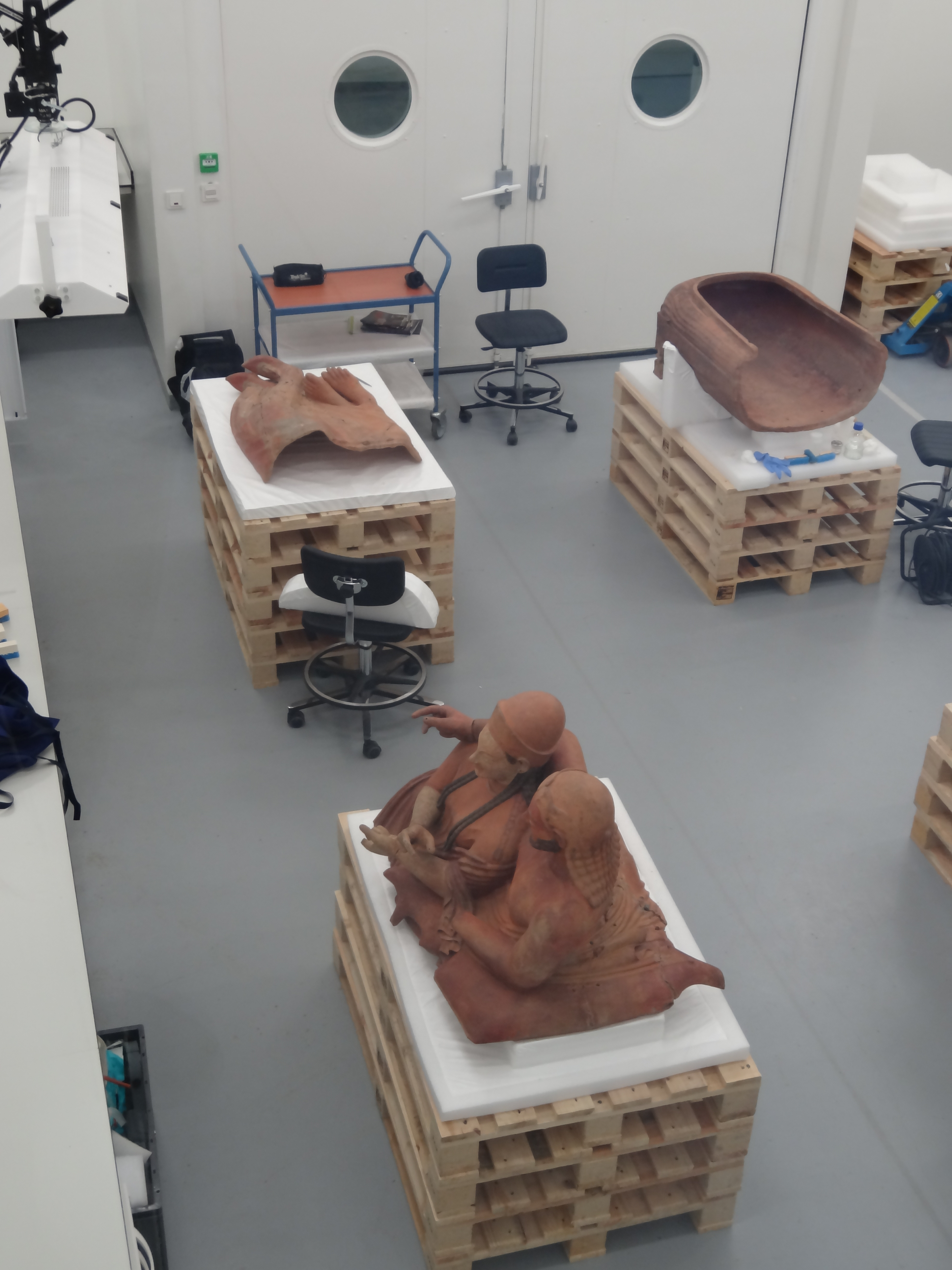
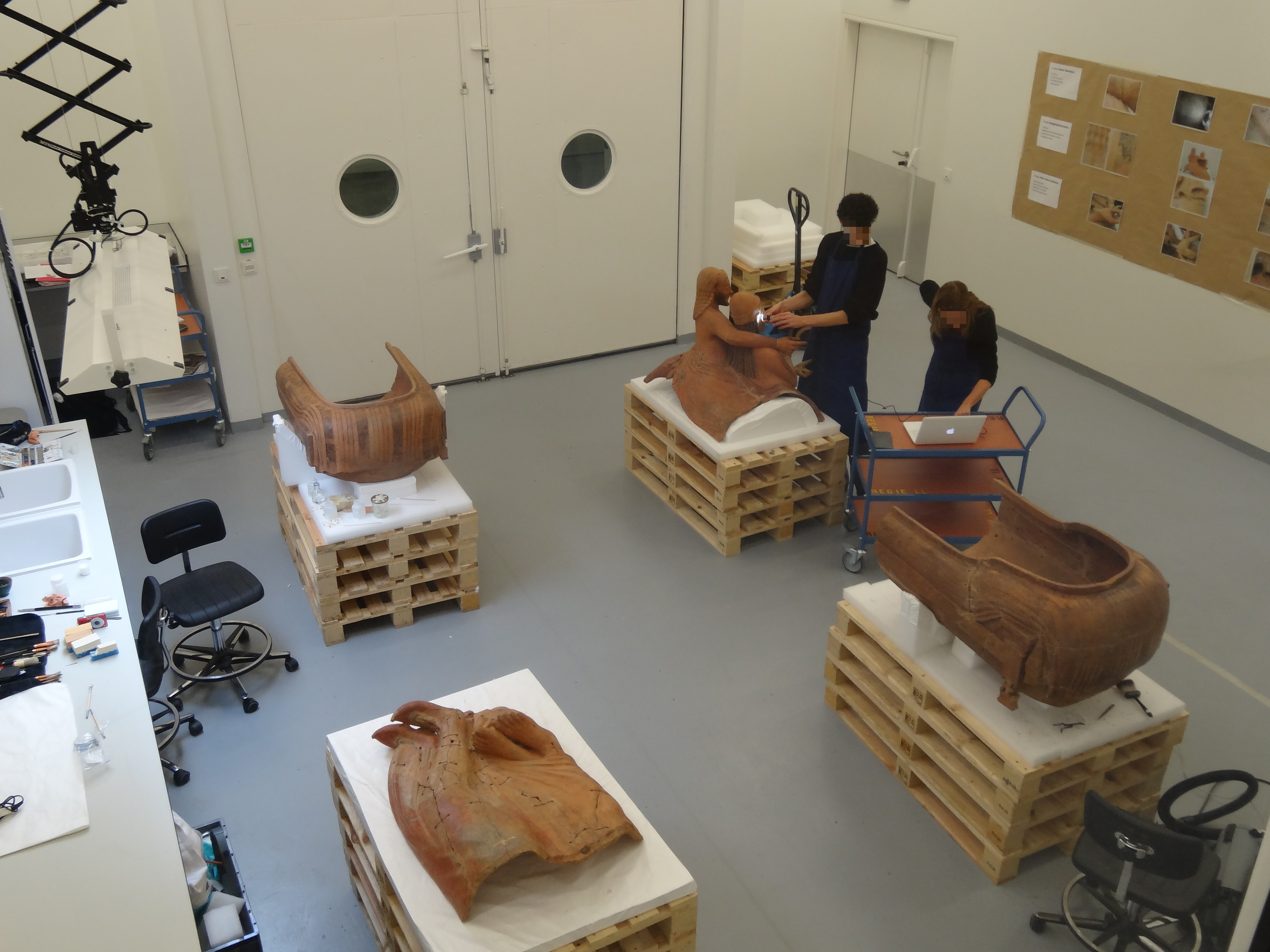
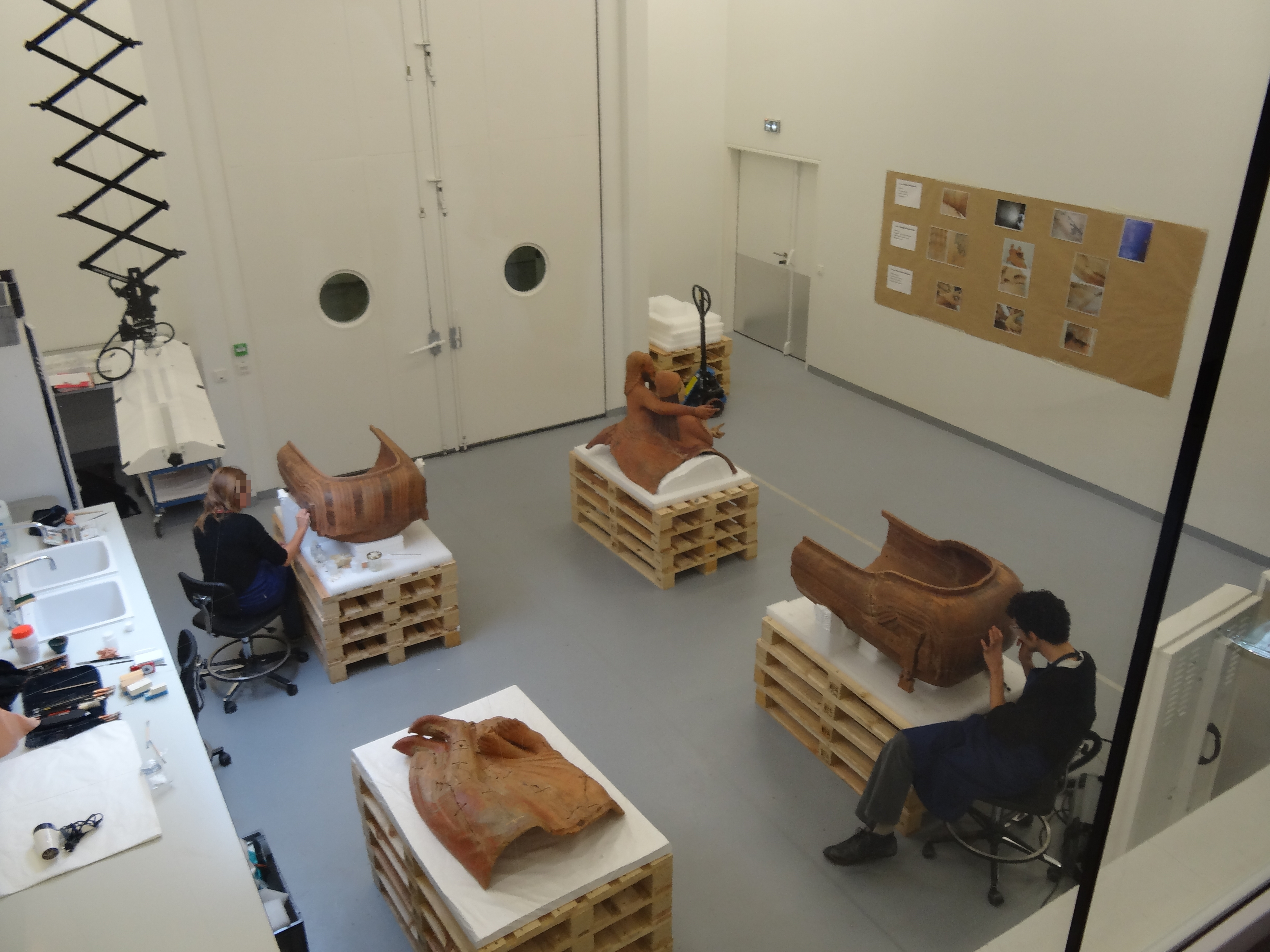

### Organisation de l'espace
À l'inverse des expositions précédentes Renaissance et L'Europe de Rubens où les œuvres étaient disposées dans différentes salles successives avec des formes très carrées, Les Étrusques et la Méditerranée est organisée suivant un espace continu où sont installées de part et d'autre de petites salles.

L'organisation de l'espace
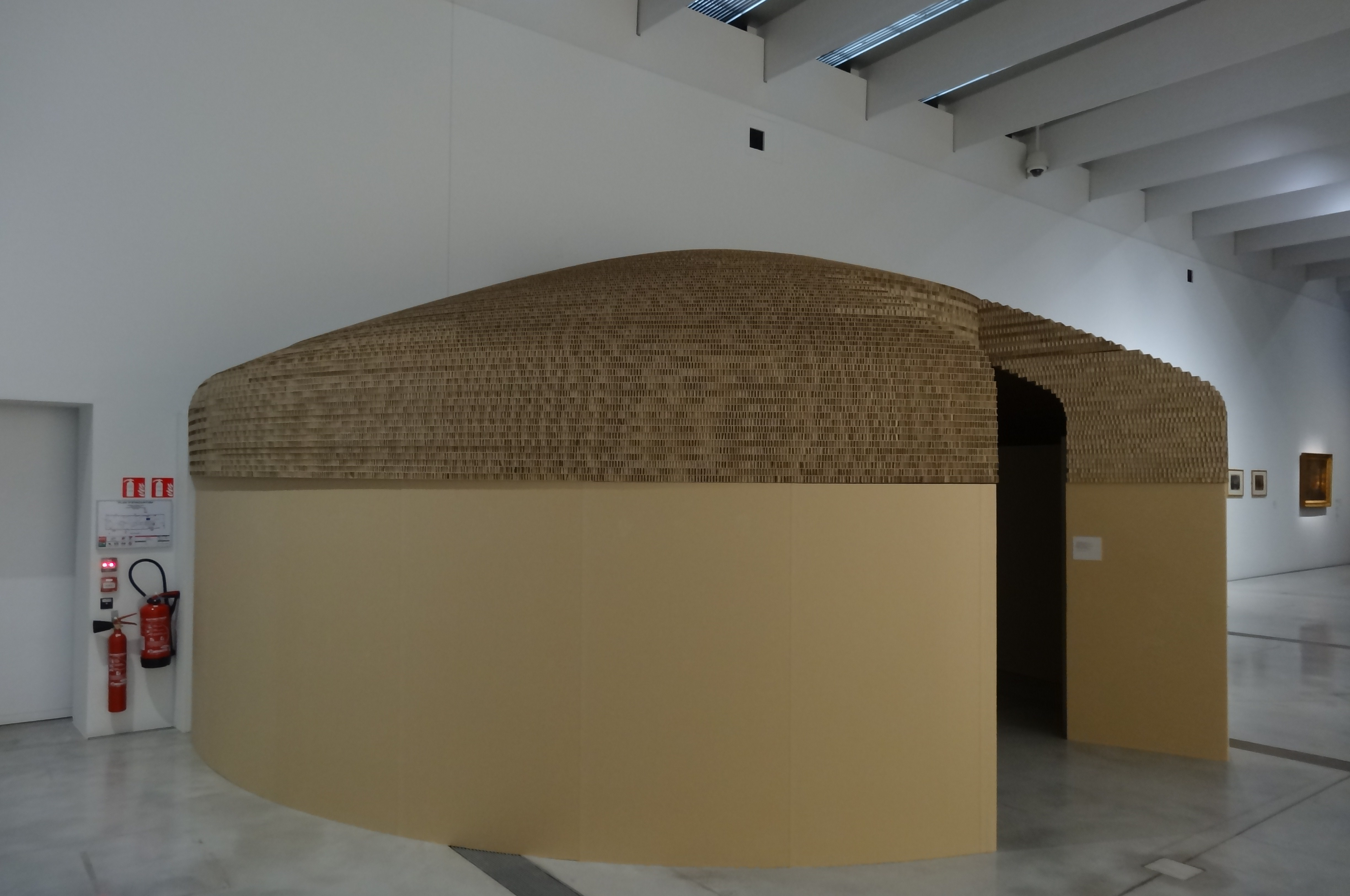
Un tumulus reconstitué.
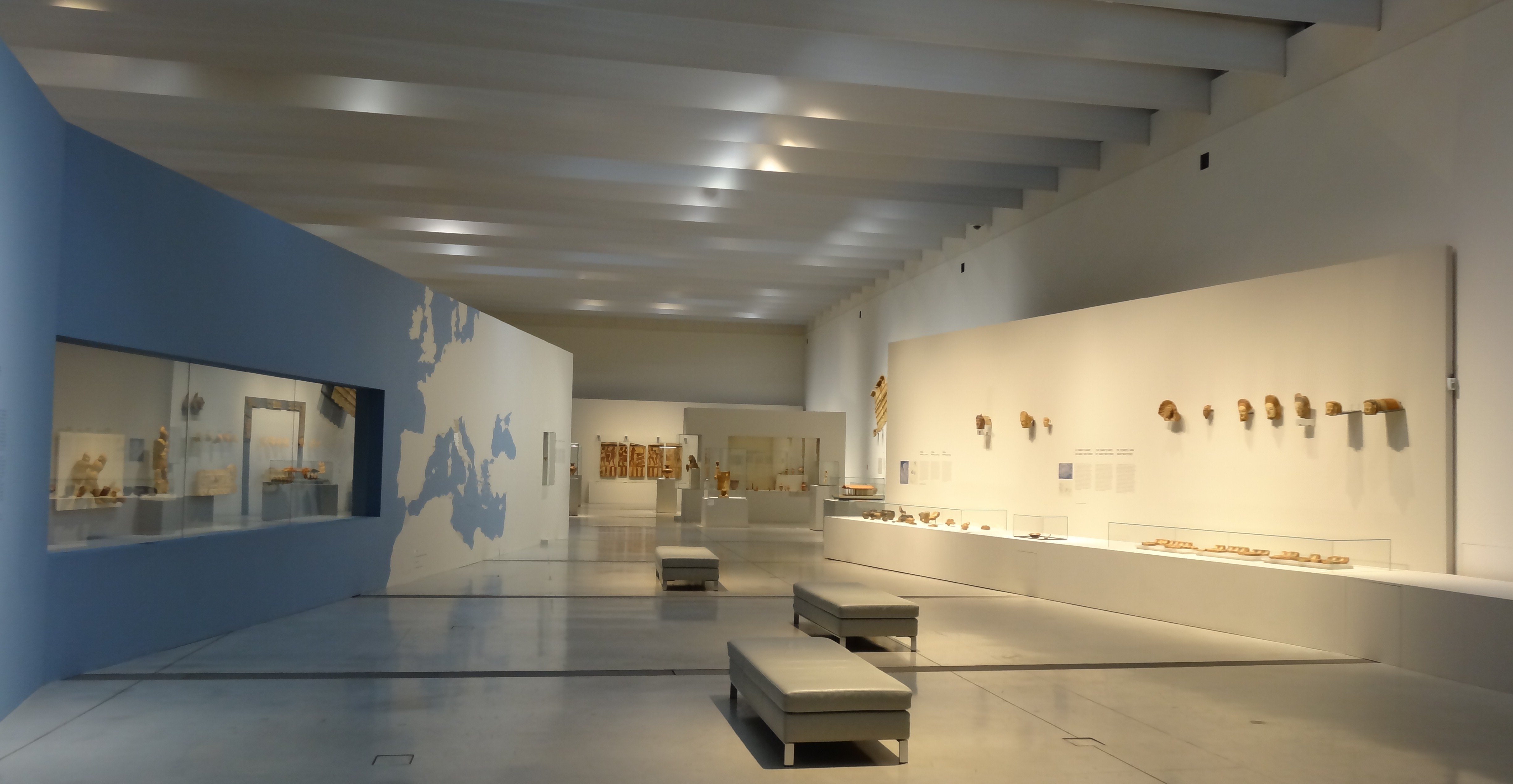
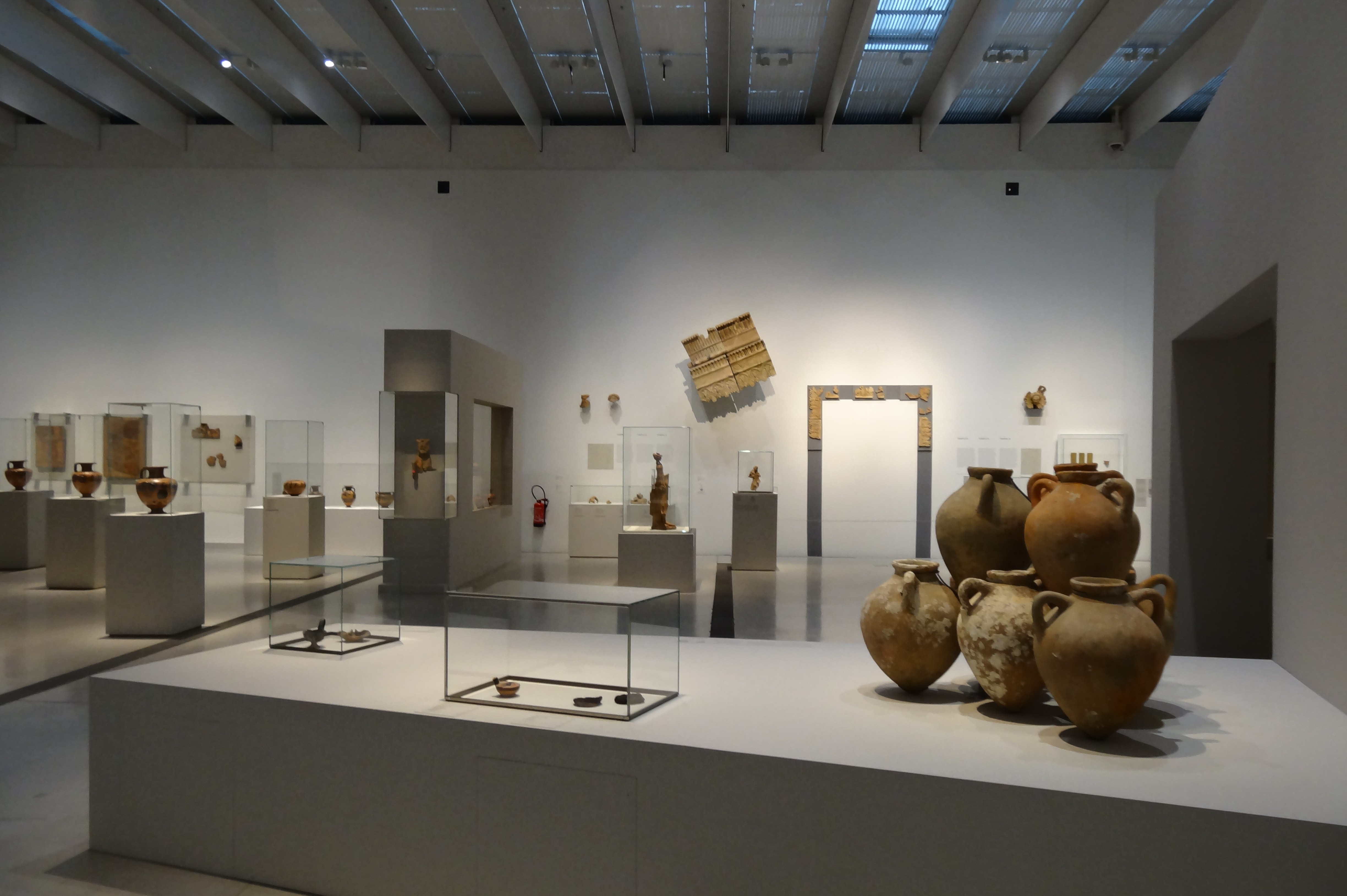
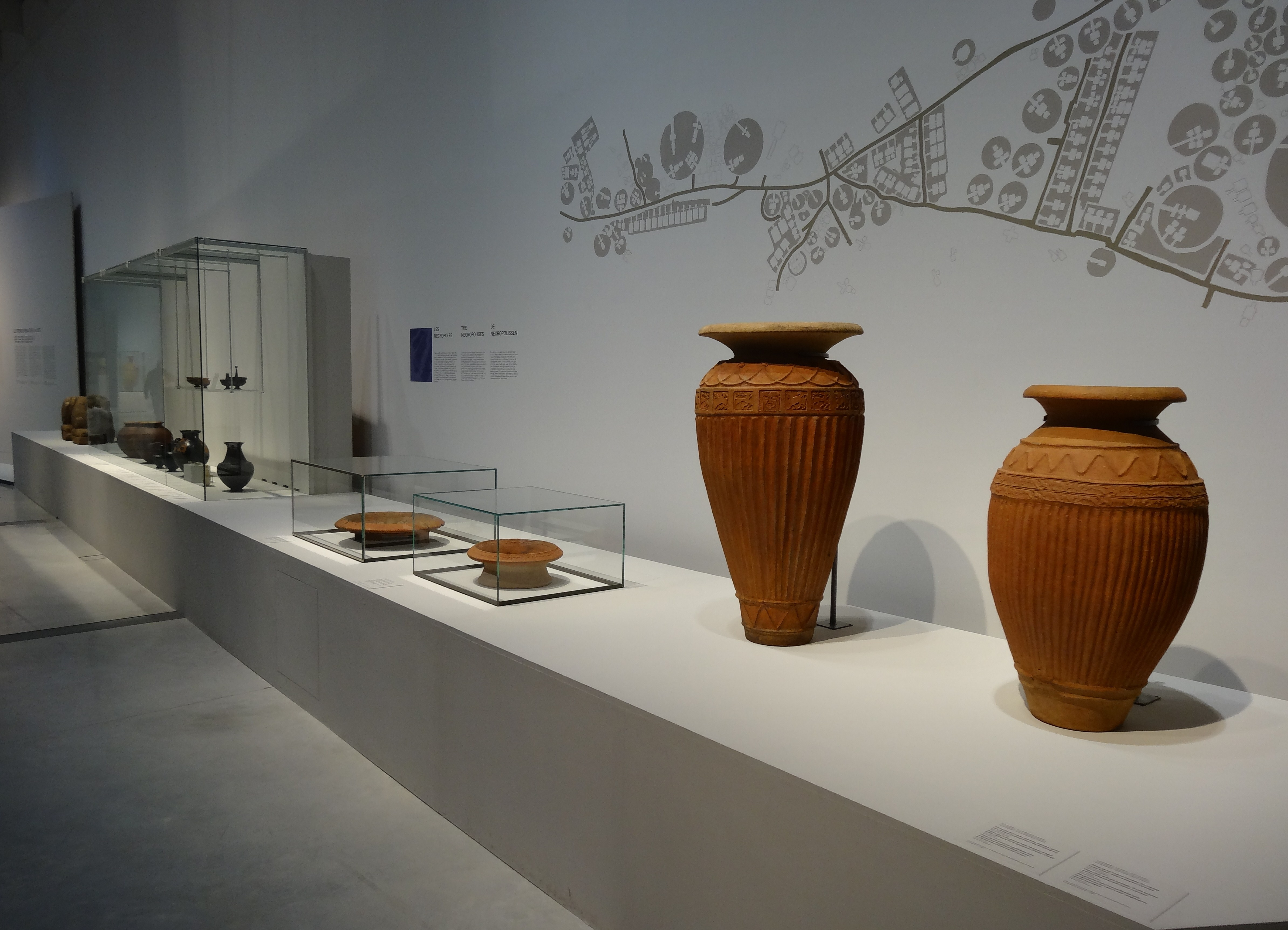
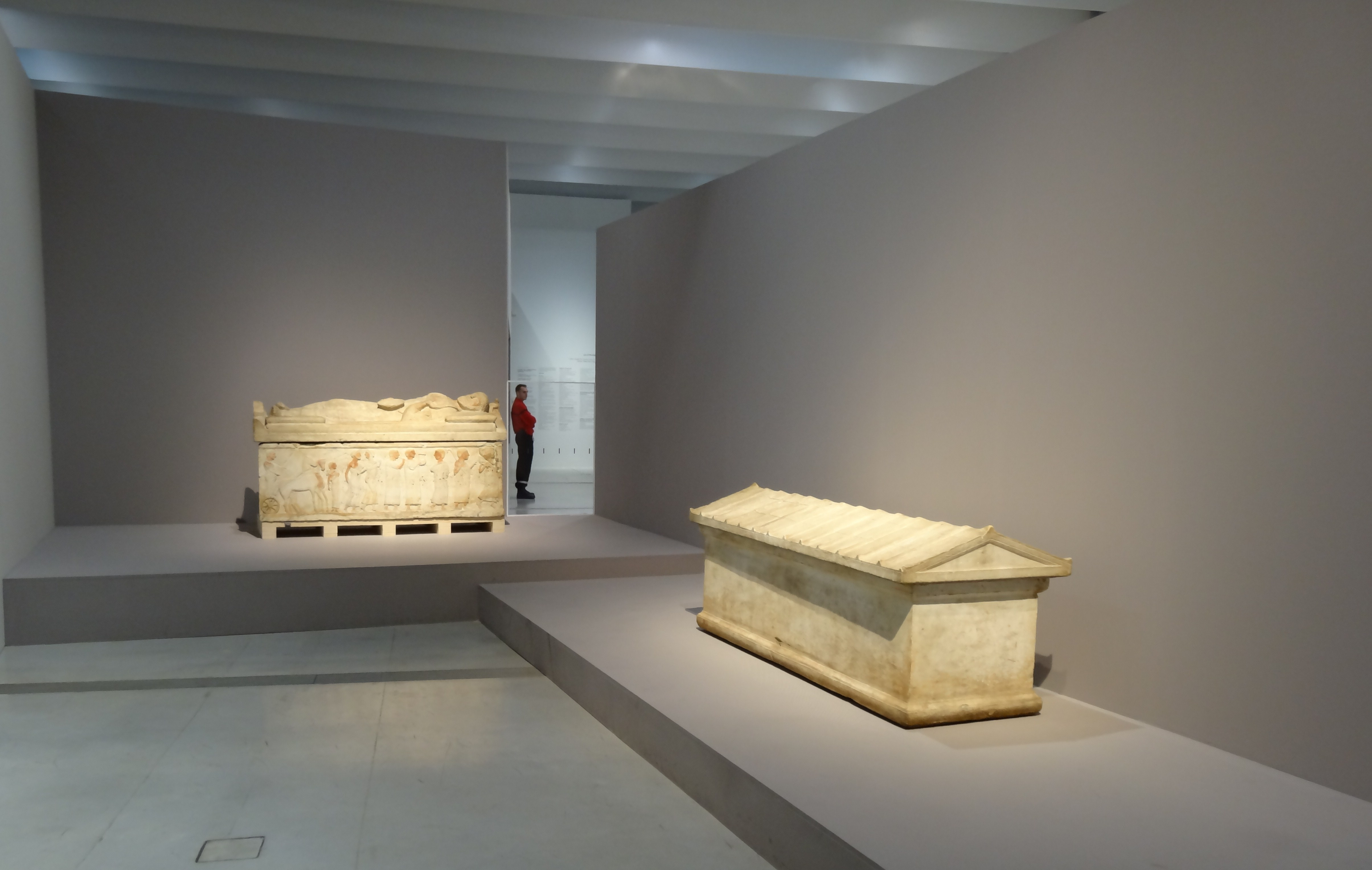
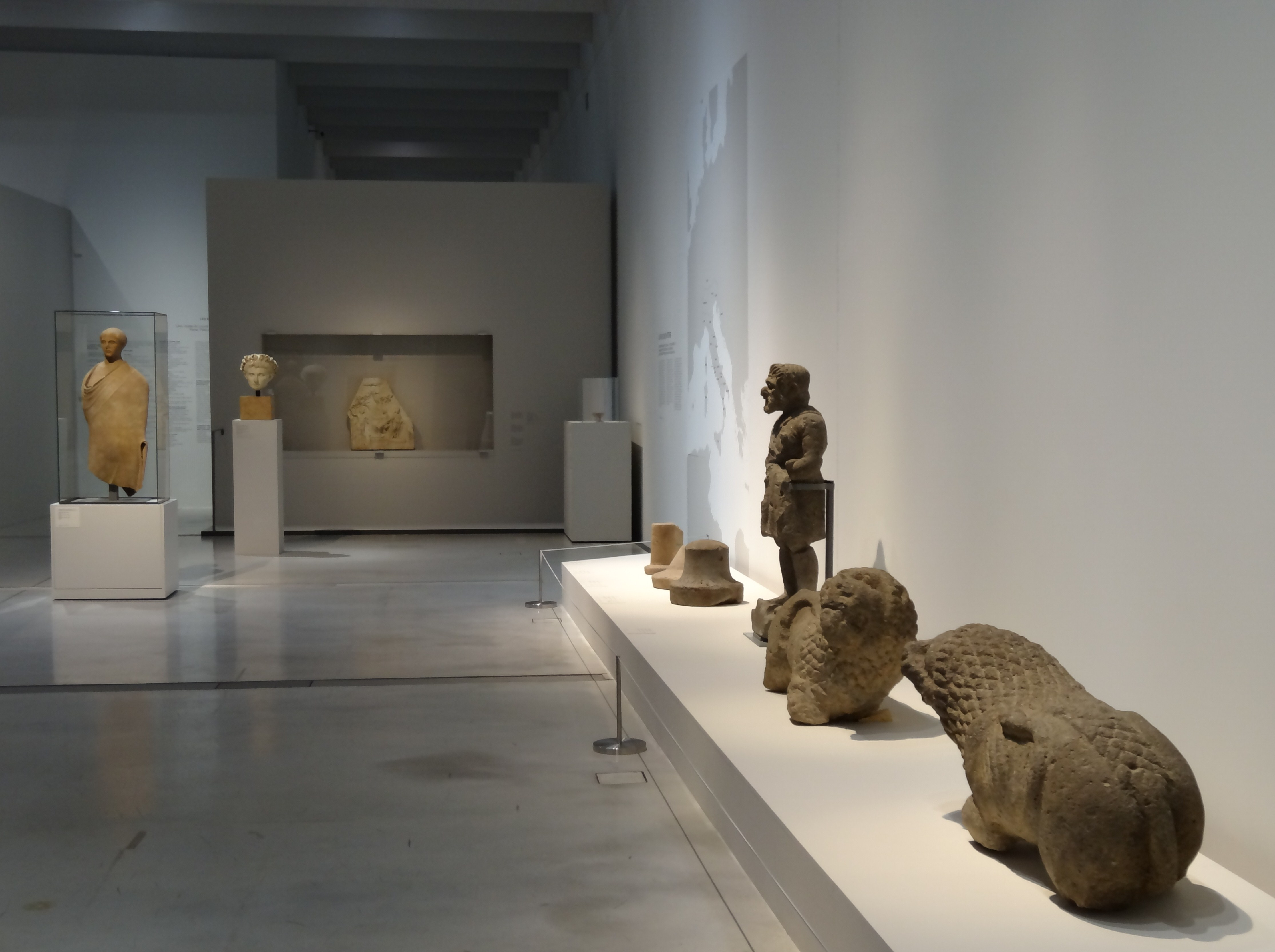

### Prêteurs

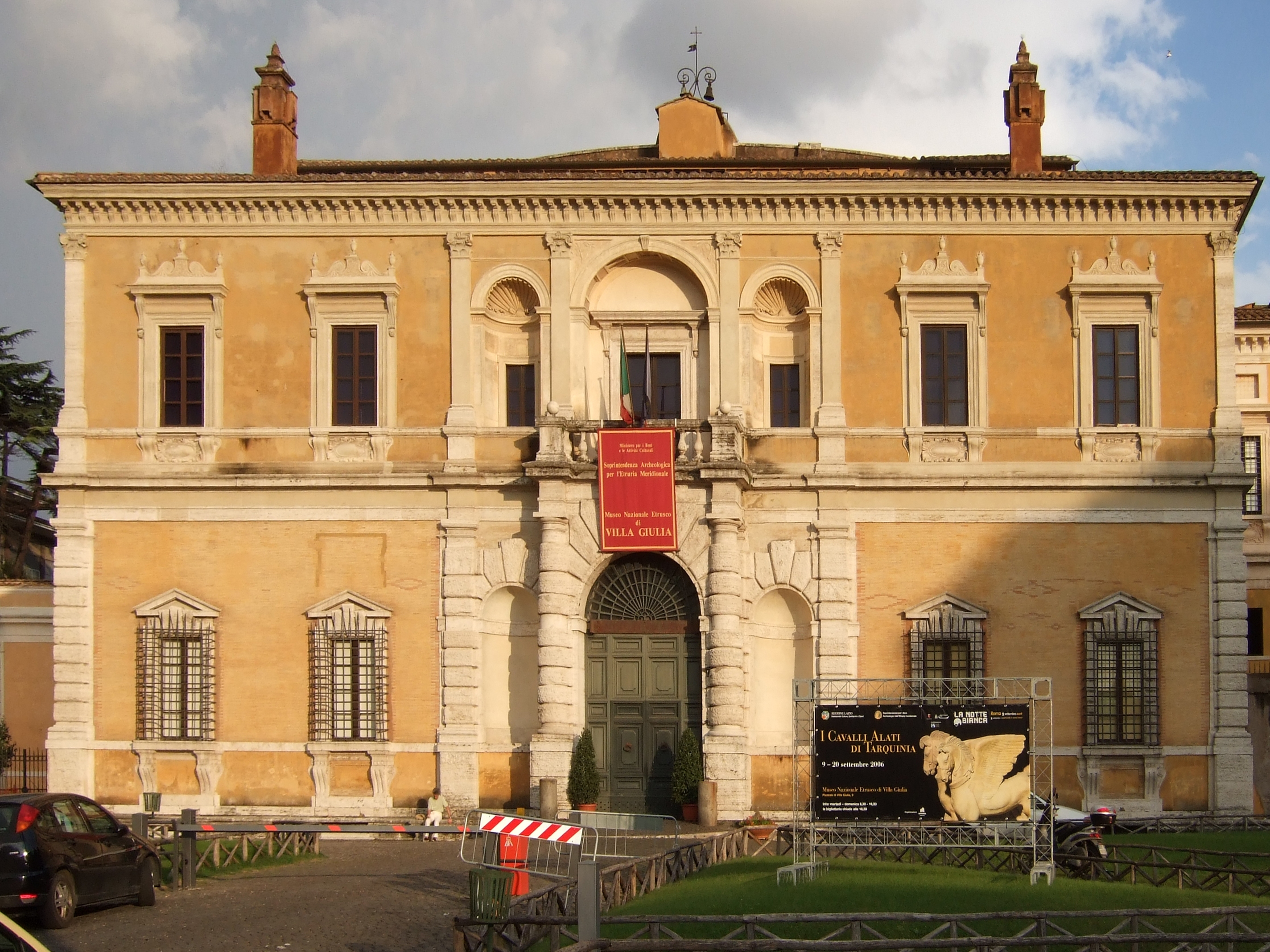
Le musée national étrusque de la villa Giulia, à Rome, un des principaux prêteurs.

Alors que l'exposition inaugurale Renaissance n'était pour ainsi dire constituée que de pièces provenant du musée du Louvre, Les Étrusques et la Méditerranée, à l'instar de L'Europe de Rubens, est constituée en majeure partie d'œuvres prêtées par d'autres musées : l'Antikensammlung des Musées d'État de Berlin, l'Université de Wurtzbourg et le Martin-von-Wagner-Museum, en Allemagne ; les Musées royaux d'art et d'histoire de Bruxelles en Belgique ; le Ny Carlsberg Glyptotek à Copenhague au Danemark ; le musée d'Archéologie d'Antibes, le Département des recherches archéologiques subaquatiques et sous-marines et le musée d'histoire de Marseille, le département des Monnaies, Médailles et Antiques de la Bibliothèque nationale de France, les collections Jacques-Doucet de l'Institut national d'histoire de l'art et le département des Antiquités grecques, étrusques et romaines du musée du Louvre à Paris ; le musée national cérétain de Cerveteri, la collection particulière de Virginio et Rita Battanta de Milan, les Musées du Capitole, le musée national étrusque de la villa Giulia, le musée national préhistorique et ethnographique Luigi-Pigorini, et l'université La Sapienza, de Rome, le musée des antiquités étrusques et italiques du Polo Museale, et l'Antiquarium de Pyrgi à Santa Severa, en Italie ; le musée Allard Pierson, et l'université d'Amsterdam, aux Pays-Bas ; le British Museum de Londres au Royaume-Uni ; et enfin, le musée grégorien étrusque et le musée grégorien profane, au Vatican.

## Fréquentation
Les prévisions de fréquentation de l'exposition Les Étrusques et la Méditerranée n'ont pas été communiquées. L'exposition précédente, L'Europe de Rubens, avait accueilli, sur quatre mois d'ouverture, 128 000 visiteurs.

## Liste des œuvres
| Illustration | No                  | Titre | Production Artiste                                                           | Origine géographique Site de fouilles                                           | Date                                                              | Technique/matériaux                                              | Dimensions | Numéro d'inventaire | Prêteur                                                                                                |
| --- | ------------------- | --- | ---------------------------------------------------------------------------- | ------------------------------------------------------------------------------- | ----------------------------------------------------------------- | ---------------------------------------------------------------- | --- | --- | --- |
| Tête de statue masculine | 1                   | Tête de statue masculine | Cerveteri                                                                    | Cerveteri, lieu-dit Vignali ou temple du Manganello                             | IIIe siècle av. J.-C.                                             | terre cuite                                                      | H. 30 cm ; l. 19,5 cm | inv. 13848 | Cité du Vatican, Musée grégorien étrusque                                                              |
| Tête de statue d'enfant | 2                   | Tête de statue d'enfant | Cerveteri                                                                    | Cerveteri, lieu-dit Vignali ou temple du Manganello                             | IIIe siècle av. J.-C.                                             | terre cuite                                                      | H. 19,5 cm ; l. 14 cm | inv. 13761 | Cité du Vatican, Musée grégorien étrusque                                                              |
| Portrait de femme en buste | 3                   | Portrait de femme en buste, | Cerveteri                                                                    | Cerveteri, lieu-dit Vignali ou temple du Manganello                             | 1re moitié du IIIe siècle av. J.-C.                               | terre cuite recomposée à partir de trois fragments               | H. 34,7 cm ; l. max. cons. 28 cm ; pr. du buste 15,3 cm ; l. de la tête 16 cm ; pr. de la tête 20 cm                                                          | inv. 14107 | Cité du Vatican, Musée grégorien étrusque                                                              |
| Antichi monumenti sepolcrali scoperti nel ducato di Ceri negli scavi eseguiti d'ordine di Sua Eccellenza il signor D. Alessandro Torlogna, Rome, 1836 | 4                   | Antichi monumenti sepolcrali scoperti nel ducato di Ceri negli scavi eseguiti d'ordine di Sua Eccellenza il signor D. Alessandro Torlogna, Rome, 1836 | Pietro Ercole Visconti (de)                                                  |                                                                                 | 1836                                                              |                                                                  | | | Paris, Institut national d'histoire de l'art, bibliothèque, collections Jacques-Doucet                 |
| Modèle de barque | 5                   | Modèle de barque | Cerveteri                                                                    | Cerveteri, nécropole de Monte Abatone                                           | 1re moitié du VIIe siècle av. J.-C.                               | impasto                                                          | H. 4,9 cm ; L. 43,1 cm ; l. 13 cm | inv. 165 | Paris, Bibliothèque nationale de France, département des Monnaies, Médailles et Antiques               |
| Alabastre | 6                   | Alabastre | Cerveteri                                                                    | Cerveteri, nécropole de Monte Abatone                                           | fin du VIIe siècle - début du VIe siècle av. J.-C.                | bucchero                                                         | H. 48,5 cm ; diam. 5 cm | inv. 161 | Paris, Bibliothèque nationale de France, département des Monnaies, Médailles et Antiques               |
| Calice à caryatides | 7                   | Calice à caryatides, | Cerveteri                                                                    | Cerveteri, nécropole de Monte Abatone, tombe du Siège Torlonia, chambre du fond | 2d moitié du VIIe siècle av. J.-C.                                | bucchero                                                         | H. 16,4 cm ; diam. 17,6 cm | inv. 150 | Paris, Bibliothèque nationale de France, département des Monnaies, Médailles et Antiques               |
| Olpè protocorinthienne | 8                   | Olpè protocorinthienne | Corinthe, Peintre du Cabinet des médailles                                   | Cerveteri, nécropole de Monte Abatone, tombe du Siège Torlonia, chambre du fond | 630-615 av. J.-C.                                                 | terre cuite                                                      | H. 47,3 cm ; diam. 24,7 cm | inv. 83 | Paris, Bibliothèque nationale de France, département des Monnaies, Médailles et Antiques               |
| Œnochoé corinthienne | 9                   | Œnochoé corinthienne | Corinthe                                                                     | Cerveteri, nécropole de Monte Abatone                                           | 620-590 av. J.-C.                                                 | terre cuite                                                      | H. 36 cm ; diam. 26,2 cm | inv. 90 | Paris, Bibliothèque nationale de France, département des Monnaies, Médailles et Antiques               |
| Amphore corinthienne | 10                  | Amphore corinthienne | Corinthe                                                                     | Cerveteri, nécropole de Monte Abatone                                           | 620-590 av. J.-C.                                                 | terre cuite                                                      | H. 20,6 cm ; diam. 15,8 cm | inv. 78 | Paris, Bibliothèque nationale de France, département des Monnaies, Médailles et Antiques               |
| Skyphos corinthien | 11                  | Skyphos corinthien | Corinthe                                                                     | Cerveteri, nécropole de Monte Abatone                                           | 620-590 av. J.-C.                                                 | terre cuite                                                      | H. 17,5 cm ; l. 30,7 cm | inv. 98 | Paris, Bibliothèque nationale de France, département des Monnaies, Médailles et Antiques               |
| Coupe à yeux attique à figure noires | 12                  | Coupe à yeux attique à figure noires | Athènes, attribué au Groupe de Léagros                                       | Cerveteri, nécropole de Monte Abatone, lieu-dit « Monte dell'Oro »              | 520-510 av. J.-C.                                                 | terre cuite                                                      | H. 16,2 cm ; l. 47,4 cm | inv. 322 | Paris, Bibliothèque nationale de France, département des Monnaies, Médailles et Antiques               |
| Descrizione di Cere antica ed in particolare del monumento sepolcrale scoperto nell'anno MDCCCXXXVI da S. E. il Sig. Generale Vincenzo Galassi, e Rmo Arciprete D. Alessandro Regulini per servire di preliminare illustrazione degli oggetti in esso rinvenuti e collocati nel nuovo Museo Gregoriano del Vaticano, Rome, 1838 | 13                  | Descrizione di Cere antica ed in particolare del monumento sepolcrale scoperto nell'anno MDCCCXXXVI da S. E. il Sig. Generale Vincenzo Galassi, e Rmo Arciprete D. Alessandro Regulini per servire di preliminare illustrazione degli oggetti in esso rinvenuti e collocati nel nuovo Museo Gregoriano del Vaticano, Rome, 1838 | Luigi Canina                                                                 |                                                                                 | 1838                                                              |                                                                  | | 4 VA 1206 | Paris, Institut national d'histoire de l'art, bibliothèque, collections Jacques-Doucet                 |
| Coq | 14                  | Coq | Cerveteri ?                                                                  | Cerveteri, zone urbaine                                                         | Ve siècle av. J.-C.                                               | bronze                                                           | H. 6,9 cm ; l. 8 cm ; pr. 2,5 cm | inv. FR. 2315 | Berlin, Staatliche Museen zu Berlin, Antikensammlung                                                   |
| Fragment de décor architectural : pied | 15                  | Fragment de décor architectural : pied | Cerveteri                                                                    | Cerveteri, zone urbaine                                                         | fin du VIe siècle av. J.-C.                                       | terre cuite                                                      | H. 15,6 cm ; L. 22,7 cm ; l. 9,2 cm | inv. TC 3980 | Berlin, Staatliche Museen zu Berlin, Antikensammlung                                                   |
| Anse d'hydrie | 16                  | Anse d'hydrie | Laconie                                                                      | Cerveteri (1842)                                                                | vers 570-560 av. J.-C.                                            | bronze                                                           | H. 18 cm ; l. 21 cm (entre les pattes des lions) | inv. R.1179 | Bruxelles, Musées royaux d'art et d'histoire, collection Ravestein                                     |
| Anses d'hydrie (A) · Anses d'hydrie (B) | 17                  | Anses d'hydrie | Laconie                                                                      |                                                                                 | vers 570-560 av. J.-C.                                            | bronze                                                           | H. 19 cm ; l. 10,3 cm | inv. R.1183 | Bruxelles, Musées royaux d'art et d'histoire, collection Ravestein                                     |
| Visite à la tombe des Reliefs de Cerveteri | 18                  | Visite à la tombe des Reliefs de Cerveteri | Cesare Berzotti                                                              |                                                                                 | vers 1850                                                         | huile sur toile                                                  | H. 78 cm ; l. 110 cm | | Milan, collection Virginio et Rita Battanta                                                            |
| Tombe des Reliefs | 19                  | Tombe des Reliefs | Samuel James Ainsley                                                         |                                                                                 | vers 1850                                                         | crayon et aquarelle                                              | H. 26,6 cm ; l. 36,1 cm | inv. 1874,0711.2240 | Londres, British Museum, Department of Prints and Drawings                                             |
| Tombe de l'Alcôve | 20                  | Tombe de l'Alcôve | Samuel James Ainsley                                                         |                                                                                 | vers 1850                                                         | crayon et encre                                                  | H. 26,2 cm ; l. 36,9 cm | inv. 1874,0711.2233 | Londres, British Museum, Department of Prints and Drawings                                             |
| Gourde portant l'inscription Ceizra | 21                  | Gourde portant l'inscription Ceizra | Cerveteri                                                                    | Cerveteri                                                                       | IVe-IIIe siècle av. J.-C.                                         | terre cuite                                                      | H. 5 cm ; diam. 9,5 cm | inv. 2013.4.406 | Cerveteri, musée national cérétain                                                                     |
| Coupe | 22                  | Coupe | Italo-mycénienne                                                             | Ladispoli, fossé Vaccina                                                        | XIIe siècle av. J.-C.                                             | argile dépurée tournée                                           | H. 10,4 cm ; diam. estimé 32 cm | inv. 2013.4.354 | Rome, musée national étrusque de la villa Giulia                                                       |
| Tasse | 23                  | Tasse |                                                                              | Ladispoli, fossé Vaccina                                                        | XIIe siècle av. J.-C.                                             | impasto non tourné                                               | H. 18,2 cm ; l. 17,4 cm | inv. 2013.4.355 | Rome, musée national étrusque de la villa Giulia                                                       |
| Tasse (A) · Tasse (B) | 24                  | Tasse |                                                                              | Ladispoli, fossé Vaccina                                                        | XIIe siècle av. J.-C.                                             | impasto non tourné                                               | H. 4,7 cm ; diam. 12 cm | inv. 2013.4.356 | Rome, musée national étrusque de la villa Giulia                                                       |
| Tasse | 25                  | Tasse |                                                                              | Ladispoli, fossé Vaccina                                                        | XIIe siècle av. J.-C.                                             | impasto non tourné                                               | H. 4,6 cm ; diam. 12,5 cm | inv. 2013.4.357 | Rome, musée national étrusque de la villa Giulia                                                       |
| Anse zoomorphe | 26                  | Anse zoomorphe |                                                                              | Ladispoli, fossé Vaccina                                                        | XIIe siècle av. J.-C.                                             | impasto non tourné                                               | H. 12,5 cm ; l. 7,4 cm | inv. 2013.4.358 | Rome, musée national étrusque de la villa Giulia                                                       |
| Anse zoomorphe | 27                  | Anse zoomorphe |                                                                              | Ladispoli, fossé Vaccina                                                        | XIIe siècle av. J.-C.                                             | impasto non tourné                                               | H. 10 cm ; l. 5 cm | inv. 2013.4.359 | Rome, musée national étrusque de la villa Giulia                                                       |
| Situle | 28                  | Situle |                                                                              | Ladispoli, fossé Vaccina                                                        | XIIe siècle av. J.-C.                                             | impasto non tourné                                               | H. 19 cm ; diam. restitué 30,2 cm | inv. 2013.4.360 | Rome, musée national étrusque de la villa Giulia                                                       |
| Pointe de flèche | 29                  | Pointe de flèche |                                                                              | Ladispoli, Campi di Vaccina                                                     | XIIe siècle av. J.-C.                                             | impasto non tourné                                               | l. 3,9 cm | inv. 2013.4.361 | Rome, musée national étrusque de la villa Giulia                                                       |
| Fragments d'enduit (A) · Fragments d'enduit (B) | 30                  | Fragments d'enduit, | Cerveteri                                                                    | Cerveteri, secteur du « nouveau cimetière »                                     | IXe – VIIIe siècle av. J.-C.                                      | argile                                                           | H. max 17 cm ; l. max 17,5 cm | inv. 2013.4.424 inv. 2013.4.425                                                                                                 | Cerveteri, musée national cérétain                                                                     |
| Fourneau | 31                  | Fourneau | Cerveteri                                                                    | Cerveteri, secteur du « nouveau cimetière »                                     | IXe – VIIIe siècle av. J.-C.                                      | terre cuite                                                      | H. 24 cm ; diam. sup. 15 cm | inv. 2013.4.423 | Cerveteri, musée national cérétain                                                                     |
| | 32A                 | Urne biconique | Cerveteri                                                                    | Cerveteri, nécropole du Sorbo, tombe 199                                        | IXe siècle av. J.-C.                                              | impasto                                                          | H. 31,5 cm ; l. 28 cm | inv. 32342 | Rome, musée national étrusque de la villa Giulia                                                       |
| | 32B                 | Couvercle d'urne | Tarquinia ?                                                                  | Cerveteri, nécropole du Sorbo, tombe 199                                        | IXe siècle av. J.-C.                                              | bronze                                                           | H. 8 cm ; diam. 26,5 cm | inv. 32343 | Rome, musée national étrusque de la villa Giulia                                                       |
| Rasoir | 33                  | Rasoir | Cerveteri                                                                    | Cerveteri, nécropole du Sorbo, tombe 199                                        | IXe siècle av. J.-C.                                              | bronze                                                           | H. 13 cm ; l. 7 cm | inv. 32344 | Rome, musée national étrusque de la villa Giulia                                                       |
| | 34                  | Fibule | Cerveteri                                                                    | Cerveteri, nécropole du Sorbo, tombe 199                                        | IXe siècle av. J.-C.                                              | bronze                                                           | H. 7 cm | inv. 32345 | Rome, musée national étrusque de la villa Giulia                                                       |
| | 35A                 | Urne biconique | Cerveteri                                                                    | Cerveteri, nécropole du Sorbo, tombe 284                                        | IXe siècle av. J.-C.                                              | impasto                                                          | H. 34 cm ; diam. du bord 18 cm | inv. 91779 | Rome, musée national préhistorique et ethnographique Luigi-Pigorini                                    |
| Couvercle d'urne avec ornement de bronze (B) · Couvercle d'urne avec ornement de bronze (C) | 35B                 | Couvercle d'urne avec ornement de bronze | Cerveteri                                                                    | Cerveteri, nécropole du Sorbo, tombe 284                                        | IXe siècle av. J.-C.                                              | impasto                                                          | H. 7,5 cm ; diam. 21 cm | inv. 91780 inv. 91778 | Rome, musée national préhistorique et ethnographique Luigi-Pigorini                                    |
| Cruche | 36                  | Cruche | Cerveteri                                                                    | Cerveteri, nécropole du Sorbo, tombe 284                                        | IXe siècle av. J.-C.                                              | impasto                                                          | H. 13 cm ; diam. du pied 4,9 cm ; diam. du bord 11,5 cm | inv. 91781 | Rome, musée national préhistorique et ethnographique Luigi-Pigorini                                    |
| Cruche | 37                  | Cruche | Cerveteri                                                                    | Cerveteri, nécropole du Sorbo, tombe 284                                        | IXe siècle av. J.-C.                                              | impasto                                                          | H. 9 cm ; diam du bord 7 cm | inv. 91782 | Rome, musée national préhistorique et ethnographique Luigi-Pigorini                                    |
| Tasse | 38                  | Tasse | Cerveteri                                                                    | Cerveteri, nécropole du Sorbo, tombe 284                                        | IXe siècle av. J.-C.                                              | impasto                                                          | H. 9,6 cm ; diam. du bord 10,2 cm | inv. 91782.001 | Rome, musée national préhistorique et ethnographique Luigi-Pigorini                                    |
| Fusaïoles | 39                  | Fusaïoles | Cerveteri                                                                    | Cerveteri, nécropole du Sorbo, tombe 284                                        | IXe siècle av. J.-C.                                              | impasto                                                          | H. max. 1,8 cm ; diam. max 2,1 cm | inv. 91790.000 inv. 91790.001 inv. 91790.002 inv. 91790.003                                                                     | Rome, musée national préhistorique et ethnographique Luigi-Pigorini                                    |
| Bobines | 40                  | Bobines, | Cerveteri                                                                    | Cerveteri, nécropole du Sorbo, tombe 284                                        | IXe siècle av. J.-C.                                              | impasto                                                          | L. max. 4,7 cm | inv. 91783 inv. 91784 inv. 91785 inv. 91786 inv. 91787 inv. 91788 inv. 91789                                                    | Rome, musée national préhistorique et ethnographique Luigi-Pigorini                                    |
| Vase à décor de lamelles métalliques | 41                  | Vase à décor de lamelles métalliques | Cerveteri                                                                    | Cerveteri, nécropole du Sorbo, tombe 296                                        | IXe siècle av. J.-C.                                              | impasto                                                          | H. 8,7 cm ; diam. du bord 7,1 cm | inv. 32598 | Cerveteri, musée national cérétain                                                                     |
| Urne biconique | 42                  | Urne biconique | Cerveteri                                                                    | Cerveteri, nécropole du Sorbo, tombe 233                                        | IXe siècle av. J.-C.                                              | impasto                                                          | H. 14 cm ; diam. du pied 4,3 cm ; diam. du bord 7 cm | inv. 32429 | Rome, musée national étrusque de la villa Giulia                                                       |
| Fibule à disque | 43                  | Fibule à disque | Cerveteri                                                                    | Cerveteri, nécropole du Sorbo, tombe 233                                        | IXe siècle av. J.-C.                                              | bronze                                                           | H. 11,5 cm ; l. 6,5 cm ; pr. 3 cm | inv. 32426 | Rome, musée national étrusque de la villa Giulia                                                       |
| Fibule à disque | 44                  | Fibule à disque | Cerveteri                                                                    | Cerveteri, nécropole du Sorbo, tombe 233                                        | IXe siècle av. J.-C.                                              | bronze                                                           | H. 11,5 cm ; l. 6,5 cm ; pr. 3 cm | inv. 32427 | Rome, musée national étrusque de la villa Giulia                                                       |
| Fibule à arc en ruban | 45                  | Fibule à arc en ruban | Cerveteri                                                                    | Cerveteri, nécropole du Sorbo, tombe 233                                        | IXe siècle av. J.-C.                                              | bronze                                                           | H. 3,2 cm ; L. 6,5 cm | inv. 32424 | Rome, musée national étrusque de la villa Giulia                                                       |
| Coupe | 46                  | Coupe | Chypre                                                                       | Cerveteri, nécropole du Laghetto, tombe 2138                                    | 2e quart du VIIIe siècle av. J.-C.                                | terre cuite                                                      | H. 7 cm ; diam. 12 cm | inv. 132829 | Rome, musée national étrusque de la villa Giulia                                                       |
| Askos zoomorphe | 47                  | Askos zoomorphe | Chypre                                                                       | Cerveteri, nécropole du Laghetto, tombe 2138                                    | 2e quart du VIIIe siècle av. J.-C.                                | terre cuite                                                      | H. 18,5 cm ; l. 20,7 cm | inv. 132630 | Rome, musée national étrusque de la villa Giulia                                                       |
| Mors | 48                  | Mors | Cerveteri ?                                                                  | Cerveteri, nécropole du Laghetto, tombe 2138                                    | vers 750-725 av. J.-C.                                            | bronze                                                           | L. 18,8 cm ; l. 11,8 cm | inv. 12427 | Cité du Vatican, musée grégorien étrusque                                                              |
| Statuette | 49                  | Statuette | Cerveteri                                                                    | Cerveteri, tombe des Cinq Sièges, chambre de gauche                             | vers 650-630 av. J.-C.                                            | terre cuite                                                      | H. 48 cm | inv. 62 | Rome, musées du Capitole                                                                               |
| Statuette | 50                  | Statuette | Cerveteri                                                                    | Cerveteri, tombe des Cinq Sièges, chambre de gauche                             | vers 650-630 av. J.-C.                                            | terre cuite                                                      | H. 54,5 cm | inv. 1873.0820.637 | Londres, British Museum, collection Castellani                                                         |
| Urne dite « Calabresi » | 51                  | Urne dite « Calabresi » | Cerveteri, Peintre de l'Urne Calabresi                                       | Cerveteri, nécropole de la Banditaccia, fouilles Calabresi                      | 3e quart du VIIe siècle av. J.-C.                                 | impasto rouge à décor surpeint                                   | H. 39,5 cm ; L. 54 cm ; l. 29 cm | inv. 20825 (cuve) inv. 20826 (couvercle)                                                                                        | Cité du Vatican, musée grégorien étrusque                                                              |
| Urne | 52                  | Urne | Cerveteri, Peintre de la Bufolaeccia 86                                      | Cerveteri, nécropole de la Bufaloreccia, tombe 86                               | vers 630-600 av. J.-C.                                            | impasto rouge à décor surpeint                                   | H. 39,5 cm ; L. 44,5 cm ; l. 28,5 cm | inv. 66768 | Cerveteri, musée national cérétain                                                                     |
| Bracelet | 53                  | Bracelet, | Cerveteri                                                                    | Cerveteri, nécropole du Sorbo, tombe Regolini-Galassi                           | vers 675-650 av. J.-C                                             | or laminé et fondu décoré au repoussé et à la granulation        | L. 26 cm ; l. 6,7 cm ; diam. 9,3-10 cm | inv. 20563 | Cité du Vatican, musée grégorien étrusque                                                              |
| Coupe hémisphérique | 54                  | Coupe hémisphérique | Cerveteri                                                                    | Cerveteri, nécropole du Sorbo, tombe Regolini-Galassi                           | vers 675-650 av. J.-C                                             | argent laminé                                                    | H. 6 cm ; diam. 11,7 cm | inv. 20462 | Cité du Vatican, musée grégorien étrusque                                                              |
| Skyphos | 55                  | Skyphos | Cerveteri                                                                    | Cerveteri, nécropole du Sorbo, tombe Regolini-Galassi                           | vers 675-650 av. J.-C                                             | argent laminé                                                    | H. 7,4 cm ; diam. 10,7 cm | inv. 20438 | Cité du Vatican, musée grégorien étrusque                                                              |
| Petite amphore à décoration en double spirale | 56                  | Petite amphore à décoration en double spirale, | Cerveteri                                                                    | Cerveteri, nécropole du Sorbo, tombe Regolini-Galassi                           | vers 675-650 av. J.-C                                             | argent laminé et argent avec dorure à la feuille                 | H. 7,9 cm ; diam. 4,5 cm | inv. 20464 | Cité du Vatican, musée grégorien étrusque                                                              |
| Lébès à protomés | 57                  | Lébès à protomés | Étrurie ?                                                                    | Cerveteri, nécropole du Sorbo, tombe Regolini-Galassi                           | vers 675-650 av. J.-C                                             | bronze laminé et fondu, décoration au repoussé et au ciselet     | H. 20,5 cm ; H. max. 33 cm ; diam. du rebord 37,5 cm | inv. 20207 | Cité du Vatican, musée grégorien étrusque                                                              |
| Support décoré au repoussé | 58                  | Support décoré au repoussé | Cerveteri ?                                                                  | Cerveteri, nécropole du Sorbo, tombe Regolini-Galassi                           | vers 675-650 av. J.-C                                             | bronze laminé travaillé au repoussé et au ciselet                | H. 106,5 cm ; diam. du rebord 31,4 cm ; diam. de la base 44,5 cm                                                                                              | inv. 20558 | Cité du Vatican, musée grégorien étrusque                                                              |
| Disque décoré | 59                  | Disque décoré | Cerveteri                                                                    | Cerveteri, nécropole du Sorbo, tombe Regolini-Galassi                           | vers 675-650 av. J.-C                                             | bronze laminé, travaillé au repoussé et au ciselet               | H. 5,1 cm ; diam. 38,7 cm | inv. 20147 | Cité du Vatican, musée grégorien étrusque                                                              |
| Sept figurines de pleureuses | 60                  | Sept figurines de pleureuses | Cerveteri                                                                    | Cerveteri, nécropole du Sorbo, tombe Regolini-Galassi                           | vers 675-650 av. J.-C                                             | bucchero                                                         | H. 10,8 cm, 10,5 cm, 10,4 cm, 9,6 cm, 9,8 cm, 9,5 cm, 10 cm ; l. 2,7-3,8 cm ; ép. 0,6-0,7 cm                                                                  | inv. 20364 | Cité du Vatican, musée grégorien étrusque                                                              |
| Patère phénicienne | 61                  | Patère phénicienne | Méditerranée orientale                                                       | Cerveteri, nécropole du Sorbo, tombe Regolini-Galassi                           | vers 675-650 av. J.-C                                             | argent doré, décoré au repoussé et au ciselet                    | H. 3,1 cm ; diam. 18,7 cm ; ép. de la paroi 0,7 mm | inv. 20364 | Cité du Vatican, musée grégorien étrusque                                                              |
| Pyxide décorée d'une théorie d'animaux peints | 62                  | Pyxide décorée d'une théorie d'animaux peints | Cerveteri, atelier de l'Urne Calabresi                                       | Cerveteri, nécropole du Sorbo, tombe Regolini-Galassi                           | vers 675-650 av. J.-C                                             | céramique d'impasto rouge surpeint en blanc (white-on-red)       | H. 44 cm ; diam. 56-57 cm ; l. max. avec les anses 71 cm | inv. 15038 | Cité du Vatican, musée grégorien étrusque                                                              |
| Œnochoé | 63                  | Œnochoé | Cerveteri                                                                    | Cerveteri, tumulus de Montetosto, chambre de droite                             | vers 700-675 av. J.-C.                                            | bucchero                                                         | H. 25 cm | inv. 105117 | Rome, musée national étrusque de la villa Giulia                                                       |
| Œnochoé | 64                  | Œnochoé | Cumes                                                                        | Cerveteri, tumulus de Montetosto, chambre centrale                              | Fin du VIIIe-début du VIIe siècle av. J.-C.                       | terre cuite                                                      | H. 22 cm | inv. 105045 | Rome, musée national étrusque de la villa Giulia                                                       |
| Aryballe | 65                  | Aryballe | Corinthe                                                                     | Cerveteri, tumulus de Montetosto, chambre centrale                              | 2e quart du VIIe siècle av. J.-C.                                 | terre cuite                                                      | H. 6,3 cm | inv. 105038 | Rome, musée national étrusque de la villa Giulia                                                       |
| Kotyle | 66                  | Kotyle | Cerveteri                                                                    | Cerveteri, tumulus de Montetosto, chambre centrale                              | vers 660-650 av. J.-C.                                            | bucchero                                                         | H. 9,7 cm | inv. 105041 | Rome, musée national étrusque de la villa Giulia                                                       |
| Kyathos | 67                  | Kyathos | Cerveteri                                                                    | Cerveteri, tumulus de Montetosto, chambre centrale                              | vers 660-650 av. J.-C.                                            | bucchero                                                         | H. 7 cm | inv. 105045A | Rome, musée national étrusque de la villa Giulia                                                       |
| Œnochoé | 68                  | Œnochoé | Cerveteri ?                                                                  | Cerveteri, tumulus de Monte dell'Oro                                            | milieu du VIIe siècle av. J.-C.                                   | terre cuite                                                      | H. 30,4 cm ; diam. du pied 8,3 cm | inv 106708 | Cerveteri, musée national cérétain                                                                     |
| Alabastre | 69                  | Alabastre | Corinthe                                                                     | Cerveteri, tumulus de Monte dell'Oro                                            | dernier quart du VIIe siècle av. J.-C.                            | terre cuite                                                      | H. 11,4 cm ; diam. du bord 3,6 cm | inv. 106707 | Cerveteri, musée national cérétain                                                                     |
| Balsamaire plastique | 70                  | Balsamaire plastique | Rhodes                                                                       | Cerveteri, tumulus de Monte dell'Oro                                            | vers 600-590 av. J.-C.                                            | terre cuite                                                      | H. 7,8 cm ; diam. de la base 4,7 cm | inv. 106715 | Cerveteri, musée national cérétain                                                                     |
| Vase | 71                  | Vase | Rhodes ?                                                                     | Cerveteri, tumulus de Monte dell'Oro                                            | fin du VIIe-début du VIe siècle av. J.-C.                         | faïence                                                          | H. 23 cm ; diam. du bord 4,8 cm ; diam. du pied 7,6 cm | inv. 106716 | Cerveteri, musée national cérétain                                                                     |
| Aryballe | 72                  | Aryballe | Corinthe                                                                     | Cerveteri, tumulus de Monte dell'Oro                                            | fin du VIIe siècle av. J.-C.                                      | bronze                                                           | H. 6,8 cm ; diam. du bord 2,6 cm ; diam. du pied 1,4 cm | inv. 106738 | Cerveteri, musée national cérétain                                                                     |
| Kylix | 73                  | Kylix | Cerveteri                                                                    | Cerveteri, tumulus de Monte dell'Oro                                            | dernier quart du VIIe siècle av. J.-C.                            | bucchero                                                         | H. 6,5 cm ; diam. avec les anses 18 cm | inv. 106668 | Cerveteri, musée national cérétain                                                                     |
| Amphore | 74                  | Amphore | Cerveteri                                                                    | Cerveteri, tumulus de Monte dell'Oro                                            | dernier quart du VIIe siècle av. J.-C.                            | bucchero                                                         | H. 10,3 cm ; diam. du bord 4,7 cm ; diam. du pied 3 cm | inv. 106653 | Cerveteri, musée national cérétain                                                                     |
| Coupe | 75                  | Coupe | Cerveteri                                                                    | Cerveteri, tumulus de Monte dell'Oro                                            | fin du VIIe-début du VIe siècle av. J.-C.                         | bucchero                                                         | H. 6,2 cm ; diam. du bord 12,2 cm | inv. 106694 | Cerveteri, musée national cérétain                                                                     |
| Éléments de pendentifs | 76                  | Éléments de pendentifs | Égypte                                                                       | Cerveteri, nécropole de Monte Abatone, tombe 4, chambre de gauche               | VIIe siècle av. J.-C.                                             | faïence                                                          | H. 2,7 cm | inv. 87961 inv. 87962 | Cerveteri, musée national cérétain                                                                     |
| Olla | 77                  | Olla | Cerveteri                                                                    | Cerveteri, nécropole de Monte Abatone, tombe 4, chambre de gauche               | VIIe siècle av. J.-C.                                             | impasto                                                          | H. 32 cm ; diam. 31 cm | inv. 87946 | Cerveteri, musée national cérétain                                                                     |
| Olla | 78                  | Olla | Cerveteri                                                                    | Cerveteri, nécropole de Monte Abatone, tombe 4, chambre de gauche               | VIIe siècle av. J.-C.                                             | impasto                                                          | H. 33 cm ; diam. 33 cm | inv. 87947 | Cerveteri, musée national cérétain                                                                     |
| Kotyle | 79                  | Kotyle, | Cerveteri                                                                    | Cerveteri, nécropole de Monte Abatone, tombe 4, chambre de gauche               | vers 675-625 av. J.-C.                                            | bucchero                                                         | H. 6,9 cm ; diam. 7,1 cm | inv. 87952 | Cerveteri, musée national cérétain                                                                     |
| Calice à pied démontable | 80                  | Calice à pied démontable, | Cerveteri                                                                    | Cerveteri, nécropole de Monte Abatone, tombe 4, chambre de gauche               | 3e quart du VIIe siècle av. J.-C.                                 | bucchero                                                         | H. 16 cm ; diam. du bord 15,6 cm | inv. 87948 | Cerveteri, musée national cérétain                                                                     |
| Kyathos | 81                  | Kyathos, | Cerveteri                                                                    | Cerveteri, nécropole de Monte Abatone, tombe 4, chambre de gauche               | milieu du VIIe siècle av. J.-C.                                   | bucchero                                                         | H. 8 cm ; diam. 7,4 cm | inv. 87954 | Cerveteri, musée national cérétain                                                                     |
| Amphore SOS | 82                  | Amphore SOS, | Production attique                                                           | Cerveteri, nécropole de Monte Abatone, tombe 4, chambre de gauche               | vers 675-625 av. J.-C.                                            | terre cuite                                                      | H. 71,5 cm ; diam. 46,5 cm | inv. 87944 | Cerveteri, musée national cérétain                                                                     |
| Amphore corinthienne | 83                  | Amphore corinthienne, | Corinthe                                                                     | Cerveteri, nécropole de Monte Abatone, tombe 4, chambre de gauche               | VIIe siècle av. J.-C.                                             | terre cuite                                                      | H. 72,5 cm ; diam. 49,5 cm | inv. 87943 | Cerveteri, musée national cérétain                                                                     |
| Amphore chiote | 84                  | Amphore chiote, | Chios                                                                        | Cerveteri, nécropole de Monte Abatone, tombe 4, chambre de gauche               | 2de moitié du VIIe siècle av. J.-C.                               | terre cuite                                                      | H. 59,5 cm ; diam. 40,5 cm | inv. 87945 | Cerveteri, musée national cérétain                                                                     |
| Œnochoé | 85                  | Œnochoé, | Grande Grèce ?                                                               | Cerveteri, nécropole de Monte Abatone, tombe 4, chambre de gauche               | VIIe siècle av. J.-C.                                             | terre cuite                                                      | H. 21 cm ; diam. 18 cm | inv. 87956 | Cerveteri, musée national cérétain                                                                     |
| Coupe | 86                  | Coupe, | Rhodes, atelier de Vroulia                                                   | Cerveteri, nécropole de Monte Abatone, tombe 4, chambre de gauche               | milieu du VIIe siècle av. J.-C.                                   | terre cuite                                                      | H. 4 cm ; diam. 11 cm | inv. 87957 | Cerveteri, musée national cérétain                                                                     |
| Aryballe « hirsute » | 87                  | Aryballe « hirsute », | Cerveteri                                                                    | Cerveteri, nécropole de Monte Abatone, tombe 4, chambre de gauche               | 2de moitié du VIIe siècle av. J.-C.                               | pâte de verre                                                    | H. 6,5 cm ; diam. 4 cm | inv. 87960 | Cerveteri, musée national cérétain                                                                     |
| Modèle de barque | 88                  | Modèle de barque, | Cerveteri                                                                    | Cerveteri, nécropole de Monte Abatone, tombe 4, chambre de gauche               | VIIe siècle av. J.-C.                                             | impasto                                                          | H. 4,5 cm ; L. 44 cm ; l. 16 cm | inv. 87955 | Cerveteri, musée national cérétain                                                                     |
| Coupe | 89                  | Coupe | Rhodes                                                                       | Cerveteri, nécropole de Monte Abatone, tombe 4, chambre de droite               | 2e quart du VIIe siècle av. J.-C.                                 | terre cuite                                                      | H. 5,6 cm ; diam. 13,6 cm | inv. 87939 | Cerveteri, musée national cérétain                                                                     |
| Holmos et lébès | 90                  | Holmos et lébès, | Cerveteri                                                                    | Cerveteri                                                                       | milieu du VIIe siècle av. J.-C.                                   | terre cuite                                                      | H. 106 cm (C 714) H. 37,5 cm ; diam. 46 cm (C 713) | C 713 (lébès) C 714 (holmos) | Paris, musée du Louvre, département des Antiquités grecques, étrusques et romaines, collection Campana |
| Skyphos | 91                  | Skyphos | Cerveteri ?                                                                  | Cerveteri ?                                                                     | milieu du VIIe siècle av. J.-C.                                   | argent                                                           | H. 7 cm ; l. max. 14 cm | Bj 1910 bis | Paris, musée du Louvre, DAGER, collection Campana                                                      |
| Coupe à oiseau | 92                  | Coupe à oiseau, | Eubée                                                                        | Cerveteri, nécropole du Laghetto, tombe 2004                                    | vers 760 av. J.-C.                                                | terre cuite                                                      | H. 6,6 cm ; diam. à l'embouchure 11,4 cm | inv. 113366 | Rome, musée national étrusque de la villa Giulia                                                       |
| Œnochoé protocorinthienne à fond plat | 93                  | Œnochoé protocorinthienne à fond plat, | Corinthe                                                                     | Cerveteri, nécropole du Laghetto, tombe 608                                     | 720-680 av. J.-C.                                                 | terre cuite                                                      | H. 19,5 cm ; diam. de la base 14 cm | inv. 2013.4.363 | Cerveteri, musée national cérétain                                                                     |
| Olpè protocorinthienne ornée de frises d'animaux | 94                  | Olpè protocorinthienne ornée de frises d'animaux, | Corinthe, Peintre du Vatican 73                                              | Cerveteri, tombe de San Paulo                                                   | début du corinthien de transition, période inconnue               | terre cuite                                                      | H. 30 cm ; diam. 18 cm | inv. 110944 | Rome, musée national étrusque de la villa Giulia                                                       |
| Olpè protocorinthienne ornée de frises d'animaux | 95                  | Olpè protocorinthienne ornée de frises d'animaux, | Corinthe, Peintre du Vatican 73 ou son cercle ?                              | Cerveteri, tombe de San Paulo                                                   | corinthien de transition, 650-620 av. J.-C.                       | terre cuite                                                      | H. 27,4 cm ; diam. 14 cm | inv. 110943 | Rome, musée national étrusque de la villa Giulia                                                       |
| Dinos : animaux fantastiques et réels (sphinges, griffons, lions, daims, bouquetins, oies) | 96                  | Dinos : animaux fantastiques et réels (sphinges, griffons, lions, daims, bouquetins, oies), | Rhodes                                                                       | Cerveteri                                                                       | vers 600-575 av. J.-C.                                            | terre cuite                                                      | H. 35 cm ; diam. 34 cm | E 659 | Paris, musée du Louvre, DAGER, collection Campana                                                      |
| Œnochoé à embouchure trilobée ornée de motifs géométriques peints et d'un serpent en relief sur l'épaule et l'anse | 97                  | Œnochoé à embouchure trilobée ornée de motifs géométriques peints et d'un serpent en relief sur l'épaule et l'anse, | Étrurie méridionale                                                          | Cerveteri                                                                       | dernier quart du VIIIe siècle av. J.-C.                           | terre cuite                                                      | H. 22 cm | D 58 | Paris, musée du Louvre, DAGER, collection Campana                                                      |
| Olla : « hérons » | 98                  | Olla : « hérons », | Cerveteri, atelier des Poissons de Stockholm                                 | Cerveteri (d'après Potier 1897)                                                 | 1re moitié du VIIe siècle av. J.-C.                               | terre cuite                                                      | H. 25 cm ; diam. max. 23,7 cm | D 87 | Paris, musée du Louvre, DAGER, collection Campana                                                      |
| Coupe à pied haut : poissons | 99                  | Coupe à pied haut : poissons, | Cerveteri, atelier des Poissons de Stockholm                                 | Cerveteri                                                                       | 1re moitié du VIIe siècle av. J.-C.                               | terre cuite                                                      | H. 16 cm ; diam. 25 cm | D 94 | Paris, musée du Louvre, DAGER, collection Campana                                                      |
| Coupe ornée de motifs géométriques | 100                 | Coupe ornée de motifs géométriques | Cerveteri                                                                    | Cerveteri                                                                       | 1re moitié-3e quart du VIIe siècle av. J.-C.                      | terre cuite                                                      | H. 6,4 cm ; diam. 16 cm ; l. max. 18 cm | D 98 | Paris, musée du Louvre, DAGER, collection Campana                                                      |
| Pithos | 101                 | Pithos, | Cerveteri, atelier de l'Urne Calabresi                                       | Cerveteri                                                                       | 3e quart du VIIe siècle av. J.-C.                                 | impasto                                                          | H. 83 cm ; diam. 60 cm | D 144 | Paris, musée du Louvre, DAGER, collection Campana                                                      |
| Pyxide | 102                 | Pyxide, | Cerveteri, atelier de l'Urne Calabresi                                       | Cerveteri                                                                       | vers 630 av. J.-C.                                                | impasto                                                          | couvercle : H. 24 cm ; diam. 52,5 cm cuve : H. 42 cm ; diam. 51 cm ; l. 61 cm                                                                                 | D 149 | Paris, musée du Louvre, DAGER, collection Campana                                                      |
| Amphore | 103                 | Amphore, | Cerveteri, Peintre de Monte Abatone                                          | Cerveteri                                                                       | vers 630-620 av. J.-C.                                            | terre cuite                                                      | H. 47,5 cm | D 158 | Paris, musée du Louvre, DAGER, collection Campana                                                      |
| Dinos | 104                 | Dinos, | Cerveteri, Groupe des Amphores à écailles, Peintre de la Gourde du pèlerin   | Cerveteri                                                                       | vers 610-600 av. J.-C.                                            | terre cuite                                                      | H. 26 cm ; diam. 31 cm | E 421 | Paris, musée du Louvre, DAGER, collection Campana                                                      |
| Olla : animaux passant | 105                 | Olla : animaux passant, | Cerveteri, Groupe des Amphores à écailles, proche du Peintre du Havre        | Cerveteri                                                                       | vers 610 av. J.-C.                                                | terre cuite                                                      | H. 14,7 cm ; l. avec les anses 16,9 cm | E 750 | Paris, musée du Louvre, DAGER, collection Campana                                                      |
| Pyxide ornée de protomés de taureau | 106                 | Pyxide ornée de protomés de taureau | Cerveteri                                                                    | Cerveteri, nécropole du Sorbo, tombe Calabresi                                  | vers 660-650 av. J.-C.                                            | bucchero                                                         | H. totale 16,9 cm ; l. max. 17,1 cm | inv. 20245 | Cité du Vatican, musée grégorien étrusque                                                              |
| Calice à caryatides | 107                 | Calice à caryatides | Cerveteri                                                                    | Cerveteri                                                                       | dernier quart du VIIe siècle av. J.-C.                            | bucchero                                                         | H. 16 cm ; diam. 17,5 cm | inv. 20016 | Cité du Vatican, musée grégorien étrusque                                                              |
| Gourde de Nouvel An | 108                 | Gourde de Nouvel An | Égypte                                                                       | Cerveteri                                                                       | fin du VIIe-1re moitié du VIe siècle av. J.-C.                    | faïence                                                          | H. 17,5 cm ; diam. 14 cm | inv. 544 | Rome, musées du Capitole                                                                               |
| Gourde dite « gourde du pèlerin » | 109                 | Gourde dite « gourde du pèlerin » | Cerveteri, Peintre de la Gourde du pèlerin                                   | Cerveteri                                                                       | vers 600 av. J.-C.                                                | terre cuite                                                      | H. 28,5 cm | inv. 31270 | Berlin, Staatliche Museen zu Berlin, Antikensammlung                                                   |
| Vase nilotique | 110                 | Vase nilotique | Égypte                                                                       | Cerveteri                                                                       | VIIe siècle av. J.-C.                                             | faience                                                          | H. 10,2 cm | inv. R.126 | Bruxelles, musées royaux d'Art et d'histoire, collection Ravestein                                     |
| Torchère de type chypriote | 111                 | Torchère de type chypriote | Cerveteri                                                                    | Cerveteri, nécropole de Monte Abatone, fouilles de 1836                         | VIIe siècle av. J.-C.                                             | bronze                                                           | H. 20,5 cm ; diam. de la base 3,4 cm ; diam. des feuilles 5,3 cm                                                                                              | inv. 12710 | Cité du Vatican, musée grégorien étrusque                                                              |
| Plaquettes représentant la maîtresse des animaux | 112                 | Plaquettes représentant la maîtresse des animaux | Étrurie méridionale                                                          | Cerveteri, nécropole de la Banditaccia, tombe des Dolia, chambre des Chenets    | 3e quart du VIIe siècle av. J.-C.                                 | or                                                               | H. 3,5 cm | inv. 21179 inv. 21180 | Rome, musée national étrusque de la villa Giulia                                                       |
| Plaquettes représentant la maîtresse des animaux | 113                 | Plaquettes représentant la maîtresse des animaux | Étrurie méridionale                                                          | Cerveteri                                                                       | 3e quart du VIIe siècle av. J.-C.                                 | or                                                               | H. 4,1 cm | inv. 1872.0604.850 / Jew 1265 inv. 1872.0604.851 / Jew 1266                                                                     | Londres, British Museum                                                                                |
| Agrafe à barres (A) · Agrafe à barres (A) | 114 115             | Deux agrafes à barres | Étrurie méridionale                                                          | Cerveteri, tombe du Navire                                                      | 2e quart du VIIe siècle av. J.-C.                                 | or                                                               | L. 6 cm ; l. 2 cm L. 5 cm ; l. 1,5 cm | inv. 46097 inv. 46128 | Rome, musée national étrusque de la villa Giulia                                                       |
| Modèle de lituus | 116                 | Modèle de lituus | Cerveteri                                                                    | Cerveteri, nécropole de la Banditaccia, tombe du Lituus                         | 1er quart du VIe siècle av. J.-C.                                 | bronze                                                           | H. 36,5 cm ; l. 2,5 cm | inv. 60264 | Cerveteri, musée national cérétain                                                                     |
| Quenouille | 117                 | Quenouille | Cerveteri                                                                    | Cerveteri, nécropole du Laghetto, tombe 445                                     | fin du VIIe-1re moitié du VIe siècle av. J.-C.                    | pâte de verre                                                    | L. 25,7 cm | inv. 2013.4.362 | Cerveteri, musée national cérétain                                                                     |
| Œnochoé (A) · Œnochoé (A) | 118 119             | Deux œnochoés | Cerveteri ?                                                                  | Cerveteri                                                                       | 1re moitié du VIIe siècle av. J.-C.                               | terre cuite                                                      | H. 22,8 cm ; diam 12 cm | D 70 D 71 | Paris, musée du Louvre, DAGER, collection Campana                                                      |
| Kyathos | 120                 | Kyathos | Cerveteri                                                                    | Cerveteri, tombe 1 de San Paulo                                                 | milieu du VIIe siècle av. J.-C.                                   | bucchero                                                         | H. 27 cm ; diam. du bord 18 cm ; diam. du pied 11,5 cm | inv. 111096 | Rome, musée national étrusque de la villa Giulia                                                       |
| Coupe | 121                 | Coupe, | Cerveteri                                                                    | Cerveteri ?                                                                     | dernier quart du VIIe siècle av. J.-C.                            | bucchero                                                         | H. 14 cm ; diam. 18,7 cm | inv. R.135 | Bruxelles, musées royaux d'Art et d'histoire, collection Ravestein                                     |
| Vase à tête de guerrier | 122                 | Vase à tête de guerrier, | Cerveteri                                                                    | Cerveteri                                                                       | 3e quart du VIIe siècle av. J.-C.                                 | bucchero                                                         | H. 17 cm | inv. 2013.4.345 | Rome, musée national étrusque de la villa Giulia                                                       |
| | 123                 | Vase biconique | Cerveteri, Peintre de l'Heptacorde                                           | Cerveteri, nécropole de Monte Abatone, tombe 297                                | 675-650 av. J.-C.                                                 | terre cuite                                                      | H. 46 cm ; diam. 19,4 cm | inv. 127942 | Cerveteri, musée national cérétain                                                                     |
| Amphore | 124                 | Amphore | Cerveteri, Peintre de l'Heptacorde                                           | Cerveteri                                                                       | 675-650 av. J.-C.                                                 | terre cuite                                                      | H. 45,8 cm ; diam. 18,5 cm | inv. ZA 66 | Wurtzbourg, Martin-von-Wagner-Museum                                                                   |
| Amphore | 125                 | Amphore | Cerveteri, Peintre d'Amsterdam                                               | Cerveteri                                                                       | vers 650-625 av. J.-C.                                            | terre cuite                                                      | H. 48,5 cm | inv. 10188 | Amsterdam, Musée Allard Pierson                                                                        |
| Cratère | 126                 | Cratère | Cerveteri, Aristonothos                                                      | Cerveteri                                                                       | vers 650 av. J.-C.                                                | terre cuite                                                      | H. 36,3 cm ; diam. 33,5 cm | inv. 172 | Rome, musées du Capitole                                                                               |
| Olpè | 127                 | Olpè | Cerveteri                                                                    | Cerveteri                                                                       | vers 650-625 av. J.-C.                                            | bucchero                                                         | H. 24,5 cm ; diam. 13 cm | inv. R.132 | Bruxelles, musées royaux d'Art et d'histoire, collection Ravestein                                     |
| Œnochoé | 128                 | Œnochoé | Cerveteri                                                                    | Rome, Tragliatella                                                              | vers 625-600 av. J.-C.                                            | terre cuite                                                      | H. 24 cm ; diam. 9 cm. | inv. Mob.358 | Rome, musées du Capitole                                                                               |
| Œnochoé | 129                 | Œnochoé | Cerveteri, atelier du Peintre du Sphinx barbu                                | Cerveteri, secteur du tumulus de Zambra                                         | vers 600 av. J.-C.                                                | terre cuite                                                      | H. 27 cm | inv. 179 | Paris, Bibliothèque nationale de France, département des Monnaies, Médailles et Antiques               |
| Acrotère : cheval ailé | 130                 | Acrotère : cheval ailé | Cerveteri                                                                    | Cerveteri                                                                       | 1er quart du Ve siècle av. J.-C.                                  | terre cuite polychrome                                           | H. 46 cm ; L. 40,5 cm | inv. 14130 | Cité du Vatican, musée grégorien étrusque                                                              |
| Antéfixe : Héraclès et Athéna | 131                 | Antéfixe : Héraclès et Athéna | Cerveteri                                                                    | Cerveteri                                                                       | vers 480 av. J.-C.                                                | terre cuite                                                      | H. 49,5 cm ; l. 46 cm | CA 4504 | Paris, musée du Louvre, DAGER                                                                          |
| Antéfixe : aurige | 132                 | Antéfixe : aurige | Cerveteri                                                                    | Cerveteri                                                                       | vers 480 av. J.-C.                                                | terre cuite                                                      | H. 39 cm ; l. 27 cm ; pr. 13 cm | Cp 5171 | Paris, musée du Louvre, DAGER                                                                          |
| Antéfixe à figure de silène (A) · Antéfixe à figure de silène (A) | 133 134             | Deux antéfixes à figure de silène | Cerveteri                                                                    | Cerveteri                                                                       | 500-480 av. J.-C.                                                 | terre cuite                                                      | H. 29 cm ; l. 25 cm H. 28,8 cm ; l. 30 cm | inv. HIN 51 inv. HIN 52 | Copenhague, Ny Carlsberg Glyptotek                                                                     |
| Antéfixe à tête féminine | 135                 | Antéfixe à tête féminine, | Cerveteri                                                                    | Cerveteri, Vigna Marini-Vitalini                                                | vers 530 av. J.-C.                                                | terre cuite                                                      | H. 15,3 cm ; l. 19,2 cm ; pr. 37,5 cm | inv. TC 6681.4 (4) | Berlin, Staatliche Museen zu Berlin, Antikensammlung                                                   |
| Antéfixe à tête féminine | 136                 | Antéfixe à tête féminine, | Cerveteri                                                                    | Cerveteri                                                                       | vers 530 av. J.-C.                                                | terre cuite                                                      | H. 13,5 cm ; l. 13,5 cm | S 1089 | Paris, musée du Louvre, DAGER                                                                          |
| Antéfixe à tête féminine | 137                 | Antéfixe à tête féminine, | Cerveteri                                                                    | Cerveteri                                                                       | fin du VIe siècle av. J.-C.                                       | terre cuite                                                      | H. 26 cm ; l. 16 cm | Cp 5164 | Paris, musée du Louvre, DAGER                                                                          |
| Antéfixe à tête féminine | 138                 | Antéfixe à tête féminine, | Cerveteri                                                                    | Cerveteri                                                                       | fin du VIe siècle av. J.-C.                                       | terre cuite                                                      | H. 27 cm ; l. 17 cm | inv. 13883 | Cité du Vatican, musée grégorien étrusque                                                              |
| Antéfixe à tête féminine | 139                 | Antéfixe à tête féminine, | Cerveteri                                                                    | Cerveteri                                                                       | fin du VIe siècle av. J.-C.                                       | terre cuite                                                      | H. 26,3 cm ; l. 17,3 cm | inv. HIN 48 | Copenhague, Ny Carlsberg Glyptotek                                                                     |
| Antéfixe à tête de Noir | 140                 | Antéfixe à tête de Noir, | Cerveteri                                                                    | Cerveteri                                                                       | début du Ve siècle av. J.-C.                                      | terre cuite                                                      | H. 26 cm ; l. 28 cm ; pr. 16 cm | Cp 4797 | Paris, musée du Louvre, DAGER                                                                          |
| Antéfixe à tête de Noir | 141                 | Antéfixe à tête de Noir, | Cerveteri                                                                    | Cerveteri                                                                       | début du Ve siècle av. J.-C.                                      | terre cuite                                                      | H. 17,5 cm ; l. 12,5 cm | S 2627e | Paris, musée du Louvre, DAGER                                                                          |
| Plaque de revêtement (A) · Plaque de revêtement (A) · Plaque de revêtement (A) | 142 143 144         | Trois plaques de revêtement : guerriers, | Cerveteri                                                                    | Cerveteri, Vigna Marini-Vitalini                                                | 550-540 av. J.-C                                                  | terre cuite                                                      | H. 32 cm ; l. 78 cm (chaque plaque) | 142 : inv. HIN 29 inv. HIN 30 143 : inv. HIN 31 inv. HIN 32 inv. HIN 34 144 : inv. HIN 33 inv. HIN 35                           | Copenhague, Ny Carlsberg Glyptotek                                                                     |
| Sima rampante | 145                 | Sima rampante | Cerveteri                                                                    | Cerveteri, Vigna Marini-Vitalini                                                | vers 510 av. J.-C.                                                | terre cuite                                                      | H. 29,5 cm ; l. 67,5 cm ; pr. 5,5 cm | inv. 6681.12 | Berlin, Staatliche Museen zu Berlin, Antikensammlung                                                   |
| Acrotère : figure de guerrier | 146                 | Acrotère : figure de guerrier, | Cerveteri                                                                    | Cerveteri, Vigna Marini-Vitalini                                                | vers 510 av. J.-C.                                                | terre cuite                                                      | H. 60 cm ; l. 12,8 cm | inv. HIN 25A | Copenhague, Ny Carlsberg Glyptotek                                                                     |
| Deux plaques de fronton : combats de guerriers (A) · Deux plaques de fronton : combats de guerriers (E) | 147                 | Deux plaques de fronton : combats de guerriers, | Cerveteri                                                                    | Cerveteri, Vigna Marini-Vitalini                                                | vers 510 av. J.-C.                                                | terre cuite                                                      | H. 50 cm | inv. HIN 24 inv. HIN 25B inv. HIN 25C inv. HIN 25D inv. HIN 25E inv. HIN 25G inv. HIN 25I (2)                                   | Copenhague, Ny Carlsberg Glyptotek                                                                     |
| Tête de guerrier (A) · Tête de guerrier (A) | 148 149             | Deux têtes de guerriers, | Cerveteri                                                                    | Cerveteri, Vigna Marini-Vitalini                                                | vers 510 av. J.-C.                                                | terre cuite                                                      | H. 10,1 cm ; l. 7,5 cm H. 9 cm ; l. 7,8 cm | inv. HIN 25A | Copenhague, Ny Carlsberg Glyptotek                                                                     |
| Tête de guerrier (A) · Tête de guerrier (A) · Tête de guerrier (A) | 150 151 152         | Trois têtes de guerriers, | Cerveteri                                                                    | Cerveteri, Vigna Marini-Vitalini                                                | vers 510 av. J.-C.                                                | terre cuite                                                      | H. 9,5 cm ; l. 7,1 cm ; pr. 5,2 cm H. 7,7 cm ; l. 7 cm ; pr. 4,6 cm H. 11,3 cm ; l. 6,2 cm ; pr. 8,2 cm                                                       | inv. TC 6681.7 (1) inv. TC 6681.7 (3) inv. TC 6681.7 (5)                                                                        | Berlin, Staatliche Museen zu Berlin, Antikensammlung                                                   |
| Sima rampante avec tore orné | 153                 | Sima rampante avec tore orné | Cerveteri                                                                    | Cerveteri, Vigna Marini-Vitalini                                                | fin du VIe siècle av. J.-C.                                       | terre cuite                                                      | H. 22 cm ; l. 53,5 cm ; pr. 10 cm | inv. 2027x | Berlin, Staatliche Museen zu Berlin, Antikensammlung                                                   |
| Élément d'un groupe figuré ; cavaliers (A) · Élément d'un groupe figuré ; cavaliers (A) · Élément d'un groupe figuré ; cavaliers (A) | 154 155 156         | Trois éléments d'un groupe figuré : cavaliers, | Cerveteri                                                                    | Cerveteri, Vigna Marini-Vitalini                                                | fin du VIe siècle av. J.-C.                                       | terre cuite                                                      | 155 : H. 8,4 cm ; L. 16 cm ; pr. 7,4 cm 156 : H. 15,5 cm ; l. 7 cm ; pr. 7,5 cm                                                                               | inv. Y 2162 inv. Y 2163 inv. TC 6681.7 (14)                                                                                     | Berlin, Staatliche Museen zu Berlin, Antikensammlung                                                   |
| Tête de Gorgone (A) · Tête de Gorgone (A) · Tête de Gorgone (A) · Tête de Gorgone (A) | 157 158 159 160     | Quatre têtes de gorgones, | Cerveteri                                                                    | Cerveteri, Vigna Marini-Vitalini                                                | fin du VIe siècle av. J.-C.                                       | terre cuite                                                      | H. max. 12,7 cm ; l. max. 11,9 cm ; pr. max. 5,5 cm | inv. TC 6681.7 (7) inv. TC 6681.7 (8) inv. TC 6681.7 (9) inv. TC 6681.7 (10)                                                    | Berlin, Staatliche Museen zu Berlin, Antikensammlung                                                   |
| Tête d'Achéloos (A) · Tête d'Achéloos (A) | 161 162             | Deux têtes d'Archéloos, | Cerveteri                                                                    | Cerveteri, Vigna Marini-Vitalini                                                | fin du VIe siècle av. J.-C.                                       | terre cuite                                                      | H. 12,7 cm ; l. 11,9 cm ; pr. 5,5 cm | inv. TC 6681.7 (11) inv. TC 6681.7 (13)                                                                                         | Berlin, Staatliche Museen zu Berlin, Antikensammlung                                                   |
| Bouclier peint | 163                 | Bouclier peint | Cerveteri                                                                    | Cerveteri, Vigna Marini-Vitalini                                                | fin du VIe siècle av. J.-C. ?                                     | terre cuite                                                      | L. max. 13,5 cm | inv. 2100x | Berlin, Staatliche Museen zu Berlin, Antikensammlung                                                   |
| Antéfixe | 164                 | Antéfixe, | Cerveteri                                                                    | Cerveteri, Vigna Parrocchiale                                                   | 640-600 av. J.-C.                                                 | terre cuite                                                      | H. 6 cm ; L. 9,6 cm | inv. 2013.4.364 | Cerveteri, musée national cérétain                                                                     |
| Sima | 165                 | Sima | Cerveteri                                                                    | Cerveteri, Vigna Parrocchiale                                                   | 570-550 av. J.-C.                                                 | terre cuite                                                      | H. 5 cm ; l. 12 cm | inv. 2013.4.365 | Cerveteri, musée national cérétain                                                                     |
| Sima | 166                 | Sima | Cerveteri                                                                    | Cerveteri, Vigna Parrocchiale                                                   | 520-510 av. J.-C.                                                 | terre cuite                                                      | H. 9,5 cm ; l. 14,8 cm | inv. 2013.4.371 | Cerveteri, musée national cérétain                                                                     |
| Fragment d'acrotère à volutes | 167                 | Fragment d'acrotère à volutes | Cerveteri                                                                    | Cerveteri, Vigna Parrocchiale                                                   | 530-510 av. J.-C.                                                 | terre cuite                                                      | H. 12,8 cm ; ép. 4,5 cm | inv. 2013.4.372 | Cerveteri, musée national cérétain                                                                     |
| Protomé de félin | 168                 | Protomé de félin | Cerveteri                                                                    | Cerveteri, Vigna Parrocchiale                                                   | vers 550 av. J.-C.                                                | terre cuite                                                      | H. 11,5 cm ; l. 9,5 cm | inv. 2013.4.370 | Cerveteri, musée national cérétain                                                                     |
| Buste fragmentaire d'Héraclès | 169                 | Buste fragmentaire d'Héraclès | Cerveteri                                                                    | Cerveteri, Vigna Parrocchiale                                                   | 540-520 av. J.-C.                                                 | terre cuite                                                      | H. 22 cm ; l. 16 cm | inv. 2013.4.378 | Cerveteri, musée national cérétain                                                                     |
| Antéfixe : Achéloos | 170                 | Antéfixe : Achéloos, | Cerveteri                                                                    | Cerveteri, Vigna Parrocchiale                                                   | 530-520 av. J.-C.                                                 | terre cuite                                                      | H. 26 cm ; l. 14 cm | inv. 2013.4.346 | Rome, musée national étrusque de la villa Giulia                                                       |
| Tête de guerrier | 171                 | Tête de guerrier | Cerveteri                                                                    | Cerveteri, Vigna Parrocchiale                                                   | 540-530 av. J.-C.                                                 | terre cuite                                                      | H. 3,5 cm ; l. 1,8 cm | inv. 2013.4.373 | Cerveteri, musée national cérétain                                                                     |
| Personnages en lutte | 172                 | Personnages en lutte | Cerveteri                                                                    | Cerveteri, Vigna Parrocchiale                                                   | 540-530 av. J.-C.                                                 | terre cuite                                                      | H. 8 cm ; l. 7 cm ; ép. 4,4 cm | inv. 2013.4.374 | Cerveteri, musée national cérétain                                                                     |
| Tête de cheval | 173                 | Tête de cheval | Cerveteri                                                                    | Cerveteri, Vigna Parrocchiale                                                   | 540-530 av. J.-C.                                                 | terre cuite                                                      | H. 4 cm ; l. 6,4 cm ; ép. 3 cm | inv. 2013.4.377 | Cerveteri, musée national cérétain                                                                     |
| Jambes de cheval (A) · Jambes de cheval (B) | 174                 | Jambes de cheval | Cerveteri                                                                    | Cerveteri, Vigna Parrocchiale                                                   | 540-530 av. J.-C.                                                 | terre cuite                                                      | H. 8,8 cm ; l. 3,7 cm H. 8 cm ; l. 3,8 cm | inv. 2013.4.375 inv. 2013.4.376                                                                                                 | Cerveteri, musée national cérétain                                                                     |
| Roues (A) · Roues (C) | 175                 | Roues | Cerveteri                                                                    | Cerveteri, Vigna Parrocchiale                                                   | 540-530 av. J.-C.                                                 | terre cuite                                                      | H. 9,6 cm ; l. 8,4 cm ; ép. 3 cm H. 11,1 cm ; l. 6,3 cm ; ép. 6,6 cm                                                                                          | inv. 2013.4.420 inv. 2013.4.421                                                                                                 | Cerveteri, musée national cérétain                                                                     |
| Fond de vase | 176                 | Fond de vase | Cerveteri                                                                    | Cerveteri, Vigna Parrocchiale                                                   | fin du VIe siècle av. J.-C.                                       | terre cuite                                                      | H. 2,6 cm cm ; l. 5,7 cm | inv. 2013.4.344 | Rome, musée national étrusque de la villa Giulia                                                       |
| Creuset | 177                 | Creuset | Cerveteri                                                                    | Cerveteri, Vigna Parrocchiale                                                   | fin du VIe-début du Ve siècle av. J.-C.                           | matériau réfractaire                                             | H. 19 cm ; l. 50 cm | inv. 2013.4.366 | Cerveteri, musée national cérétain                                                                     |
| Revêtement réfractaire extérieur avec entonnoir de coulée | 178                 | Revêtement réfractaire extérieur avec entonnoir de coulée | Cerveteri                                                                    | Cerveteri, Vigna Parrocchiale                                                   | fin du VIe-début du Ve siècle av. J.-C.                           | matériau réfractaire                                             | H. 38 cm ; l. 29 cm | inv. 2013.4.367 | Cerveteri, musée national cérétain                                                                     |
| Revêtement réfractaire extérieur avec emprunte de palmette (?) | 179                 | Revêtement réfractaire extérieur avec emprunte de palmette (?) | Cerveteri                                                                    | Cerveteri, Vigna Parrocchiale                                                   | fin du VIe-début du Ve siècle av. J.-C.                           | matériau réfractaire                                             | H. 15 cm ; l. 14,6 cm | inv. 2013.4.368 | Cerveteri, musée national cérétain                                                                     |
| Noyau interne de fusion | 180                 | Noyau interne de fusion | Cerveteri                                                                    | Cerveteri, Vigna Parrocchiale                                                   | fin du VIe-début du Ve siècle av. J.-C.                           | matériau réfractaire                                             | H. 12 cm ; l. 11,5 cm | inv. 2013.4.369 | Cerveteri, musée national cérétain                                                                     |
| Tuyère | 181                 | Tuyère | Cerveteri                                                                    | Cerveteri, Vigna Parrocchiale                                                   | fin du VIe-début du Ve siècle av. J.-C.                           | matériau réfractaire                                             | H. 15,9 cm ; l. 9 cm | inv. 2013.4.351 | Rome, musée national étrusque de la villa Giulia                                                       |
| Six vases (A) · Six vases (B) | 182                 | Six vases | Cerveteri                                                                    | Cerveteri, Vigna Parrocchiale                                                   | début du Ve siècle av. J.-C.                                      | terre cuite                                                      | H. 13,5 cm ; diam. 13,3 cm H. 13,3 cm ; diam. 13,3 cm H. 15,3 cm ; diam. 15 cm H. 15,5 cm ; diam. 15 cm H. 15,4 cm ; diam. 15,4 cm H. 14,6 cm ; diam. 12,2 cm | inv. 2013.4.414 inv. 2013.4.415 inv. 2013.4.416 inv. 2013.4.417 inv. 2013.4.418 inv. 2013.4.419                                 | Cerveteri, musée national cérétain                                                                     |
| Vase inscrit | 183                 | Vase inscrit | Cerveteri                                                                    | Cerveteri, Vigna Parrocchiale                                                   | début du Ve siècle av. J.-C.                                      | terre cuite                                                      | H. 6,8 cm ; l. 15 cm | inv. 2013.4.352 | Rome, musée national étrusque de la villa Giulia                                                       |
| Vase avec inscription peinte | 184                 | Vase avec inscription peinte | Cerveteri                                                                    | Cerveteri, Vigna Parrocchiale                                                   | début du Ve siècle av. J.-C.                                      | terre cuite                                                      | H. 4,5 cm ; diam. 13 cm | inv. 2013.4.379 | Cerveteri, musée national cérétain                                                                     |
| Fragment d'acrotère : tête de sphinx | 185                 | Fragment d'acrotère : tête de sphinx | Cerveteri                                                                    | Cerveteri, Sant'Antonio                                                         | vers 530 av. J.-C.                                                | terre cuite                                                      | H. 18 cm ; l. 14 cm | inv. 2013.4.347 | Rome, musée national étrusque de la villa Giulia                                                       |
| Antéfixe | 186                 | Antéfixe | Cerveteri                                                                    | Cerveteri, Sant'Antonio                                                         | fin du VIe siècle av. J.-C.                                       | terre cuite                                                      | H. 26 cm ; l. 17 cm | inv. 119307 | Rome, musée national étrusque de la villa Giulia                                                       |
| | 187                 | Coupe | Athènes, Onésimos                                                            | Cerveteri, Sant'Antonio                                                         | 500-490 av. J-C.                                                  | terre cuite                                                      | diam. 46,5 cm | inv. 121110 | Rome, musée national étrusque de la villa Giulia                                                       |
| Vase avec inscription apa | 188                 | Vase avec inscription apa | Cerveteri                                                                    | Cerveteri, Sant'Antonio                                                         | 2de moitié du VIe siècle av. J.-C.                                | bucchero                                                         | H. 4,8 cm ; diam. du pied 9 cm | inv. 119337 | Rome, musée national étrusque de la villa Giulia                                                       |
| Pied d'amphore avec inscription tluschval | 189                 | Pied d'amphore avec inscription tluschval | Athènes                                                                      | Cerveteri, Sant'Antonio                                                         | 490 av. J.-C.                                                     | terre cuite                                                      | H. 5 cm ; diam. 16 cm | inv. 2013.4.426 | Cerveteri, musée national cérétain                                                                     |
| Lion funéraire | 190                 | Lion funéraire | Cerveteri                                                                    | Cerveteri, nécropole de la Bufolareccia                                         | VIe siècle av. J.-C.                                              | pierre                                                           | H. 55 cm ; l. 110 cm | inv. 2013.4.413 | Cerveteri, musée national cérétain                                                                     |
| Sarcophage des Époux | 191                 | Sarcophage des Époux, | Cerveteri                                                                    | Cerveteri, nécropole de la Banditaccia                                          | 530-510 av. J.-C.                                                 | terre cuite polychrome                                           | H. 110 cm ; l. 194 cm ; pr. 69 cm | Cp 5194 | Paris, musée du Louvre, département des Antiquités grecques, étrusques et romaines. Collection Campana |
| Fragment de sarcophage : avant-bras tenant un alabastre | 192                 | Fragment de sarcophage : avant-bras tenant un alabastre | Cerveteri                                                                    | probablement Cerveteri                                                          | dernier quart du VIe siècle av. J.-C.                             | terre cuite polychrome                                           | L. 26,7 cm ; diam. de l'avant bras 8,5 cm | inv. A.555 | Bruxelles, musées royaux d'Art et d'histoire, collection Hagemans                                      |
| Urne figurant un couple à demi-étendu sur un lit de banquet, faisant les gestes de l'offrande du parfum | 193                 | Urne figurant un couple à demi-étendu sur un lit de banquet, faisant les gestes de l'offrande du parfum | Cerveteri                                                                    | Cerveteri                                                                       | vers 520-500 av. J.-C.                                            | terre cuite                                                      | H. 56 cm ; L. 58 cm ; l. 28 cm | Cp 5193 | Paris, musée du Louvre, DAGER, collection Campana                                                      |
| Urne figurant le défunt sur son lit funèbre (prothésis) | 194                 | Urne figurant le défunt sur son lit funèbre (prothésis) | Cerveteri                                                                    | Cerveteri                                                                       | vers 510-490 av. J.-C.                                            | terre cuite                                                      | H. 59 cm ; L. 63 cm ; l. 24,5 cm | Cp 5188 (cuve) Cp 5189 (couvercle)                                                                                              | Paris, musée du Louvre, DAGER, collection Campana                                                      |
| Urne figurant la défunte sur son lit funèbre (prothésis) | 195                 | Urne figurant la défunte sur son lit funèbre (prothésis), | Cerveteri                                                                    | Cerveteri                                                                       | vers 500-490 av. J.-C.                                            | terre cuite                                                      | H. 59 cm ; L. 63 cm ; l. 24,5 cm | Cp 5190 (cuve) Cp 5191 (couvercle)                                                                                              | Paris, musée du Louvre, DAGER, collection Campana                                                      |
| Urne cinéraire ou coffret en forme de maison | 196                 | Urne cinéraire ou coffret en forme de maison, | Cerveteri                                                                    | Cerveteri                                                                       | fin du VIe siècle av. J.-C.                                       | terre cuite, traces de couleur orange                            | H. 29,5 cm ; L. 39 cm ; l. 24,5 cm | Cp 5169 (cuve) Cp 5170 (couvercle)                                                                                              | Paris, musée du Louvre, DAGER, collection Campana                                                      |
| Couvercle d'urne (?) : éphèbe dans l'attitude du banqueteur | 197                 | Couvercle d'urne (?) : éphèbe dans l'attitude du banqueteur | Cerveteri                                                                    | Cerveteri                                                                       | vers 490 av. J.-C.                                                | terre cuite polychrome                                           | H. 55 cm ; L. 90 cm ; l. 30 cm | inv. 67157 | Cerveteri, musée national cérétain                                                                     |
| Amphore | 198                 | Amphore, | Athènes                                                                      | Cerveteri, nécropole de la Bufolareccia, tombe 170                              | 1er quart du VIe siècle av. J.-C.                                 | terre cuite                                                      | H. 36 cm ; diam. 25 cm | inv. 67730 | Cerveteri, musée national cérétain                                                                     |
| Kylix | 199                 | Kylix, | Grèce orientale ?                                                            | Cerveteri, nécropole de la Bufolareccia, tombe 170                              | VIe siècle av. J.-C.                                              | terre cuite                                                      | H. 8,2 cm ; diam. 12 cm | inv. 67727 | Cerveteri, musée national cérétain                                                                     |
| Kylix miniature | 200                 | Kylix miniature, | Grèce orientale ?                                                            | Cerveteri, nécropole de la Bufolareccia, tombe 170                              | VIe siècle av. J.-C.                                              | terre cuite                                                      | H. 5 cm ; diam. 10 cm | inv. 67728 | Cerveteri, musée national cérétain                                                                     |
| Alabastre | 201                 | Alabastre, | Méditerranée orientale                                                       | Cerveteri, nécropole de la Bufolareccia, tombe 170                              | VIe siècle av. J.-C.                                              | albâtre                                                          | H. 22,5 cm | inv. 67721 | Cerveteri, musée national cérétain                                                                     |
| Amphore | 202                 | Amphore, | Cerveteri                                                                    | Cerveteri, nécropole de la Bufolareccia, tombe 170                              | fin du VIIe-début du VIe siècle av. J.-C.                         | bucchero                                                         | H. 35 cm ; diam. 20 cm | inv. 67731 | Cerveteri, musée national cérétain                                                                     |
| Canthare | 203                 | Canthare, | Cerveteri                                                                    | Cerveteri, nécropole de la Bufolareccia, tombe 170                              | fin du VIIe-1re moitié du VIe siècle av. J.-C.                    | bucchero                                                         | H. 13 cm ; diam. 11 cm | inv. 67736 | Cerveteri, musée national cérétain                                                                     |
| Kyathos | 204                 | Kyathos, | Cerveteri                                                                    | Cerveteri, nécropole de la Bufolareccia, tombe 170                              | VIe siècle av. J.-C.                                              | bucchero                                                         | H. avec anse 17,2 cm ; diam. 13,6 cm | inv. 67732 | Cerveteri, musée national cérétain                                                                     |
| Olla (A) · Olla (B) | 205 206             | Deux Ollae, | Cerveteri                                                                    | Cerveteri, nécropole de la Bufolareccia, tombe 170                              | VIe siècle av. J.-C.                                              | impasto rouge                                                    | H. 34 cm ; diam. 26 cm H. 35 cm ; diam. 25 cm | inv. 67722 inv. 67689 | Cerveteri, musée national cérétain                                                                     |
| Œnochoé | 207                 | Œnochoé, | Grève orientale ?                                                            | Cerveteri, nécropole de la Bufolareccia, tombe 170                              | VIe siècle av. J.-C.                                              | bronze                                                           | H. 27,5 cm ; diam. 16,8 cm | inv. 67739 | Cerveteri, musée national cérétain                                                                     |
| Olpè | 208                 | Olpè, | Cerveteri ?                                                                  | Cerveteri, nécropole de la Bufolareccia, tombe 170                              | VIe siècle av. J.-C.                                              | bronze                                                           | H. 20 cm ; diam. 12 cm | inv. 67738 | Cerveteri, musée national cérétain                                                                     |
| Trois dés (A) · Trois dés (B) | 209                 | Trois dés, | Cerveteri                                                                    | Cerveteri, nécropole de la Bufolareccia, tombe 170                              | VIe siècle av. J.-C.                                              | os                                                               | | inv. 67714 inv. 67715 inv. 67716                                                                                                | Cerveteri, musée national cérétain                                                                     |
| Serre-tresses | 210                 | Serre-tresses, | Cerveteri                                                                    | Cerveteri, nécropole de la Bufolareccia, tombe 170                              | VIe siècle av. J.-C.                                              | or                                                               | diam. 1 cm | inv. 67684 inv. 67685 | Cerveteri, musée national cérétain                                                                     |
| Paire de boucles d'oreilles à barillet | 211                 | Paire de boucles d'oreilles à barillet, | Étrurie méridionale                                                          | Cerveteri                                                                       | dernier quart du VIe siècle av. J.-C.                             | or                                                               | L. 2 cm | inv. 53605 inv. 63622 | Rome, musée national étrusque de la villa Giulia                                                       |
| Paire de boucles d'oreilles à barillet | 212                 | Paire de boucles d'oreilles à barillet, | Cerveteri ?                                                                  | Cerveteri                                                                       | 2de moitié du VIe siècle av. J.-C.                                | or                                                               | H. 1,5 cm ; diam. 1,4 cm | Bj 244 Bj 245 | Paris, musée du Louvre, DAGER                                                                          |
| Plaque en forme de Coré | 213                 | Plaque en forme de Coré, | Cerveteri ?                                                                  | Cerveteri                                                                       | 2de moitié du VIe siècle av. J.-C.                                | or                                                               | H. 4,4 cm | Bj 682 | Paris, musée du Louvre, DAGER                                                                          |
| Paire de boucles d'oreilles en disque | 214                 | Paire de boucles d'oreilles en disque, | Étrurie méridionale                                                          | Cerveteri                                                                       | dernier quart du VIe siècle av. J.-C.                             | bucchero                                                         | diam. 2,8 cm | inv. 53571 inv. 53573 | Rome, musée national étrusque de la villa Giulia                                                       |
| Collier | 215                 | Collier, | Étrurie méridionale                                                          | Cerveteri                                                                       | vers 480-460 av. J.-C.                                            | or                                                               | H. 3,3 cm ; L. 21,4 cm | Bj 514 | Paris, musée du Louvre, DAGER                                                                          |
| Fibule | 216                 | Fibule, | Vulci ?                                                                      | Vulci                                                                           | 2de moitié du VIe siècle av. J.-C.                                | or                                                               | L. 5,3 cm | inv. 53865 | Rome, musée national étrusque de la villa Giulia                                                       |
| Bague | 217                 | Bague, | Étrurie méridionale                                                          | Cerveteri                                                                       | milieu du VIe siècle av. J.-C.                                    | or                                                               | diam. 1,7 cm | inv. 54519 | Rome, musée national étrusque de la villa Giulia                                                       |
| Bague | 218                 | Bague, | Étrurie méridionale                                                          | Cerveteri                                                                       | milieu du VIe siècle av. J.-C.                                    | or                                                               | diam. 1,8 cm | inv. 54529 | Rome, musée national étrusque de la villa Giulia                                                       |
| Bague | 219                 | Bague, | Étrurie méridionale                                                          | Cerveteri                                                                       | dernier quart du VIe siècle av. J.-C.                             | or                                                               | diam. 2 cm | inv. 54530 | Rome, musée national étrusque de la villa Giulia                                                       |
| Bague | 220                 | Bague, | Étrurie méridionale                                                          | Cerveteri                                                                       | fin du VIe-début du Ve siècle av. J.-C.                           | or                                                               | diam. 1,8 cm | inv. 54581 | Rome, musée national étrusque de la villa Giulia                                                       |
| Plaquette (A) · Plaquettes (A) | 221                 | Plaquettes | Cerveteri                                                                    | Cerveteri                                                                       | fin du VIe siècle av. J.-C.                                       | ivoire                                                           | H. 3 cm ; l. 8,7 cm H. 3 cm ; l. 9,4 cm | inv. R.1498.1 inv. R.1498.2 | Bruxelles, musées royaux d'Art et d'histoire                                                           |
| Olpès · Olpès | 222 223             | Deux olpès | Cerveteri ?                                                                  | Cerveteri ?                                                                     | fin du VIe-début du Ve siècle av. J.-C.                           | bronze                                                           | H. 20 cm ; diam. 8,3 cm H. 12,4 cm ; diam. 6,9 cm | Br 2720 Br 2723 | Paris, musée du Louvre, DAGER                                                                          |
| Statuette de démon à tête de chien | 224                 | Statuette de démon à tête de chien, | Cerveteri                                                                    | Cerveteri                                                                       | vers 500 av. J.-C.                                                | bronze                                                           | H. 4,5 cm ; l. 2,7 cm ; pr. 3,4 cm | inv. 30830 | Berlin, Staatliche Museen zu Berlin, Antikensammlung                                                   |
| Relief funéraire (A) · Relief funéraire (A) · Relief funéraire (A) | 225 226 227         | Reliefs funéraires | Cerveteri (Tolfa)                                                            | Tolfa, tombe des Chiens                                                         | VIe siècle av. J.-C.                                              | pierre                                                           | H. 82,5 cm ; l. 122 cm H. 82 cm ; l. 100 cm H. 83 cm ; l. 122 cm                                                                                              | inv. 394 inv. 392 inv. 391 | Rome, musées du Capitole                                                                               |
| Amphore à figures noires : Héraclès et le centaure Pholos | 228                 | Amphore à figures noires : Héraclès et le centaure Pholos | Athènes                                                                      | Tolfa, fouilles Antomarchi                                                      | 520-500 av. J.-C.                                                 | terre cuite                                                      | H. 28 cm ; diam. 17,2 cm | F 266 | Paris, musée du Louvre, DAGER                                                                          |
| Hydrie à figures noires : la dispute du trépied | 229                 | Hydrie à figures noires : la dispute du trépied | Athènes                                                                      | Tolfa, fouilles Antomarchi                                                      | vers 520 av. J.-C.                                                | terre cuite                                                      | H. 34,7 cm ; diam. 22,5 cm | F 292 | Paris, musée du Louvre, DAGER                                                                          |
| Miroir : génie ailé | 230                 | Miroir : génie ailé | Étrurie méridionale                                                          | Tolfa, fouilles Antomarchi                                                      | début du Ve siècle av. J.-C.                                      |                                                                  | H. 21,8 cm ; diam. 14,8 cm | Br 1753 | Paris, musée du Louvre, DAGER                                                                          |
| Cippe inscrit | 231                 | Cippe inscrit | Cerveteri                                                                    | Rome, Tragliella                                                                | VIe siècle av. J.-C.                                              | pierre                                                           | H. 27 cm ; l. 17 cm ; pr. 17 cm | inv. 2013.4.350 | Rome, musée national étrusque de la Villa Giulia                                                       |
| Fragment de décor en haut relief : tête | 232                 | Fragment de décor en haut relief : tête | Cerveteri                                                                    | Cerveteri, Montetosto                                                           | fin du VIe siècle av. J.-C.                                       | terre cuite                                                      | H. 20 cm | inv. 2013.4.348 | Rome, musée national étrusque de la Villa Giulia                                                       |
| Maquette du temple B de Pyrgi | 233                 | Maquette du temple B de Pyrgi |                                                                              |                                                                                 |                                                                   |                                                                  | H. 40,5 cm ; L. 94 cm ; l. 74,5 cm avec socle | | Rome, Université La Sapienza, musée des Antiquités étrusques et italiques                              |
| | 234 235 236 237     | Deux simas Deux plaque de revêtement | Cerveteri (Pyrgi)                                                            | Pyrgi, temple B                                                                 | fin du VIe siècle av. J.-C.                                       | terre cuite                                                      | 234 & 235 : H. max. 48 cm ; l. 65 cm 236 & 237 : H. max 64 cm ; l. max. 63 cm                                                                                 | inv. 2013.4.460 inv. 2013.4.461 inv. 2013.4.462 inv. 2013.4.463                                                                 | Santa Severa, Antiquarium de Pyrgi                                                                     |
| Antéfixe | 238                 | Antéfixe | Cerveteri (Pyrgi)                                                            | Pyrgi, temple B                                                                 | fin du VIe siècle av. J.-C.                                       | terre cuite                                                      | H. 37 cm ; l. 35 cm ; pr. 22 cm | inv. 34926 | Santa Severa, Antiquarium de Pyrgi                                                                     |
| Plaques d'encadrement de la porte | 239                 | Plaques d'encadrement de la porte | Cerveteri (Pyrgi)                                                            | Pyrgi, temple B                                                                 | fin du VIe siècle av. J.-C.                                       | terre cuite                                                      | H. restituée 102 cm | inv. 2013.4.465 inv. 2013.4.466 inv. 2013.4.467 inv. 2013.4.468 inv. 2013.4.469 inv. 2013.4.470 inv. 2013.4.471 inv. 2013.4.472 | Santa Severa, Antiquarium de Pyrgi                                                                     |
| Lamelles (B) · Lamelles (C) · Lamelles (D) | 240                 | Lamelles, | Cerveteri                                                                    |                                                                                 | Copie moderne                                                     | or                                                               | H. max. 19,3 cm ; l. 9 cm | inv 2013.4.474 inv 2013.4.475 inv 2013.4.476                                                                                    | Santa Severa, Antiquarium de Pyrgi                                                                     |
| Coupe avec dédicace à Uni (unial) | 241                 | Coupe avec dédicace à Uni (unial) | Cerveteri (Pyrgi)                                                            | Pyrgi, temple B                                                                 | fin du VIe siècle av. J.-C.                                       | terre cuite                                                      | l. 10 cm | inv. 2013.4.349 | Rome, musée national étrusque de la Villa Giulia                                                       |
| Antéfixe représentant une divinité féminine entre des chevaux ailés : Uni | 242                 | Antéfixe représentant une divinité féminine entre des chevaux ailés : Uni | Cerveteri (Pyrgi)                                                            | Pyrgi, temple B                                                                 | fin du VIe siècle av. J.-C.                                       | terre cuite                                                      | H. 38 cm ; l. 21 cm | inv. 2013.4.393 | Santa Severa, Antiquarium de Pyrgi                                                                     |
| Antéfixe à tête de silène | 243                 | Antéfixe à tête de silène | Cerveteri (Pyrgi)                                                            | Pyrgi, temple A                                                                 | 2e quart du Ve siècle av. J.-C.                                   | terre cuite                                                      | H. 25 cm ; l. 19 cm | inv. 2013.4.390 | Santa Severa, Antiquarium de Pyrgi                                                                     |
| Antéfixe à tête de silène | 244                 | Antéfixe à tête de silène | Cerveteri (Pyrgi)                                                            | Pyrgi, temple B                                                                 | 2e quart du Ve siècle av. J.-C.                                   | terre cuite                                                      | H. 20 cm ; l. 21 cm | inv. 2013.4.473 | Santa Severa, Antiquarium de Pyrgi                                                                     |
| Tête de guerrier (Étéocle ?) | 245                 | Tête de guerrier (Étéocle ?) | Cerveteri (Pyrgi)                                                            | Pyrgi, temple A                                                                 | 2e quart du Ve siècle av. J.-C.                                   | terre cuite                                                      | H. 20 cm ; l. 15 cm | inv. 2013.4.473 | Santa Severa, Antiquarium de Pyrgi                                                                     |
| Main avec machaira (Polynice ?) | 246                 | Main avec machaira (Polynice ?) | Cerveteri (Pyrgi)                                                            | Pyrgi, temple A                                                                 | 2e quart du Ve siècle av. J.-C.                                   | terre cuite                                                      | H. 19 cm ; L. 9 cm | inv. 2013.4.396 | Santa Severa, Antiquarium de Pyrgi                                                                     |
| Fragment de jambes de guerriers | 247                 | Fragment de jambes de guerriers | Cerveteri (Pyrgi)                                                            | Pyrgi, temple A                                                                 | 2e quart du Ve siècle av. J.-C.                                   | terre cuite                                                      | H. 47 cm ; l. 38 cm | inv. 2013.4.464 | Santa Severa, Antiquarium de Pyrgi                                                                     |
| Statue votive : offrante au porcelet | 248                 | Statue votive : offrante au porcelet | Cerveteri (Pyrgi)                                                            | Pyrgi, sanctuaire méridional, sacellum pi                                       | fin du Ve siècle av. J.-C.                                        | terre cuite                                                      | H. 96 cm ; l. 41 cm ; pr. 52 cm | inv. 2013.4.459 | Santa Severa, Antiquarium de Pyrgi                                                                     |
| Achéloos | 249                 | Achéloos | Cerveteri (Pyrgi)                                                            | Pyrgi, sanctuaire méridional, sacellum bêta                                     | fin du VIe-début du Ve siècle av. J.-C.                           | terre cuite                                                      | H. 41 cm ; l. 21 cm ; pr. 41 cm | inv. 2013.4.458 | Santa Severa, Antiquarium de Pyrgi                                                                     |
| Amphore attique | 250                 | Amphore attique | Athènes, Groupe Toronto                                                      | Pyrgi, sanctuaire méridional, dépôt rhô                                         | 520-510 av. J.-C.                                                 | terre cuite                                                      | H. 25,8 cm ; diam. du bord 13 cm ; diam. du pied 11,1 cm | inv. 2013.4.442 | Santa Severa, Antiquarium de Pyrgi                                                                     |
| Pendentifs | 251                 | Pendentifs | Cerveteri                                                                    | Pyrgi, sanctuaire méridional, dépôt rhô                                         | fin du VIe-début du Ve siècle av. J.-C.                           | argent                                                           | H. 4,8 cm ; l. 3,6 cm | inv. 2013.4.450 inv. 2013.4.451 inv. 2013.4.452 inv. 2013.4.45                                                                  | Santa Severa, Antiquarium de Pyrgi                                                                     |
| Trois grains | 252                 | Trois grains | Cerveteri (Pyrgi)                                                            | Pyrgi, sanctuaire méridional, dépôt rhô                                         | VIe siècle av. J.-C.                                              | os                                                               | H. 1,6 cm ; diam. max. 2 cm | inv. 2013.4.454 inv. 2013.4.455 inv. 2013.4.456                                                                                 | Santa Severa, Antiquarium de Pyrgi                                                                     |
| Anneau | 253                 | Anneau | Cerveteri ?                                                                  | Pyrgi, sanctuaire méridional, dépôt rhô                                         | VIe siècle av. J.-C.                                              | argent                                                           | diam. 2,6 cm | inv. 2013.4.457 | Santa Severa, Antiquarium de Pyrgi                                                                     |
| Olpè | 254                 | Olpè | Athènes                                                                      | Pyrgi, sanctuaire méridional, dépôt rhô                                         | fin du VIe siècle av. J.-C.                                       | terre cuite                                                      | H. 17,4 cm ; diam. du bord 4,4 cm ; diam. du pied 4,4 cm | inv. 2013.4.448 | Santa Severa, Antiquarium de Pyrgi                                                                     |
| Coupe florale | 255                 | Coupe florale | Athènes, Groupe Cracovie                                                     | Pyrgi, sanctuaire méridional, dépôt rhô                                         | début du Ve siècle av. J.-C.                                      | terre cuite                                                      | H. 12,5 cm | inv. 2013.4.447 | Santa Severa, Antiquarium de Pyrgi                                                                     |
| Lécythe | 256                 | Lécythe | Athènes, Peintre de Phanyllis                                                | Pyrgi, sanctuaire méridional, dépôt rhô                                         | 520-510 av. J.-C.                                                 | terre cuite                                                      | H. 13,4 cm ; diam. du bord 3,4 cm ; diam. du pied 3,8 cm | inv. 2013.4. | Santa Severa, Antiquarium de Pyrgi                                                                     |
| Lécythe | 257                 | Lécythe | Athènes, Groupe de Phanyllis, classe E                                       | Pyrgi, sanctuaire méridional, dépôt rhô                                         | 520-510 av. J.-C.                                                 | terre cuite                                                      | H. 21 cm ; diam. du bord 5 cm ; diam. du pied 5,8 cm | inv. 2013.4.449 | Santa Severa, Antiquarium de Pyrgi                                                                     |
| Amphore chalcidienne | 258                 | Amphore chalcidienne | Rhégion, Peintre de Phinéus                                                  | Pyrgi, sanctuaire méridional, dépôt rhô                                         | 520-510 av. J.-C.                                                 | terre cuite                                                      | H. 24,5 cm ; diam. du bord 12,5 cm ; diam. du pied 9 cm | inv. 2013.4.443 | Santa Severa, Antiquarium de Pyrgi                                                                     |
| Amphore à bandes (A) · Amphore à bandes (A) | 259 260             | Deux amphores à bandes | Imitation de production attique                                              | Pyrgi, sanctuaire méridional, dépôt rhô                                         | 520-510 av. J.-C.                                                 | terre cuite                                                      | H. 17,8 cm ; diam. du bord 10,2 cm ; diam. du pied 7,1 cm H. 17,5 cm ; diam. du bord 9 cm ; diam. du pied 6,5 cm                                              | inv. 2013.4.444 inv. 2013.4.445                                                                                                 | Santa Severa, Antiquarium de Pyrgi                                                                     |
| Alabastre (A) · Alabastre (A) | 261 262             | Deux alabastères, | Grèce de l'Est ?                                                             | Pyrgi, sanctuaire méridional, dépôt kappa                                       | 1re moitié du Ve siècle av. J.-C.                                 | albâtre                                                          | H. 14,2 cm | inv. 2013.4.438 inv. 2013.4.439                                                                                                 | Santa Severa, Antiquarium de Pyrgi                                                                     |
| Œnochoé en verre | 263                 | Œnochoé en verre, | Rhodes ?                                                                     | Pyrgi, sanctuaire méridional, dépôt kappa                                       | 1re moitié du Ve siècle av. J.-C.                                 | verre                                                            | H. avec anses 9,9 cm ; diam. du pied 3,3 cm | inv. 2013.4.440 | Santa Severa, Antiquarium de Pyrgi                                                                     |
| Cinq feuilles | 264                 | Cinq feuilles | Cerveteri                                                                    | Pyrgi, sanctuaire méridional, dépôt kappa                                       | 1re moitié du Ve siècle av. J.-C.                                 | fer                                                              | H. 4,8 cm ; l. 3,6 cm | inv. 2013.4.441 inv. 2013.4.447-480                                                                                             | Santa Severa, Antiquarium de Pyrgi                                                                     |
| Lécythe | 265                 | Lécythe | Athènes                                                                      | Pyrgi, sanctuaire méridional, dépôt kappa                                       | fin du VIe-début du Ve siècle av. J.-C.                           | terre cuite                                                      | H. 12,15 cm ; diam. du bord 3 cm ; diam. du pied 3,35 cm | inv. 2013.4.434 | Santa Severa, Antiquarium de Pyrgi                                                                     |
| Alabastron | 266                 | Alabastron | Athènes, atelier du Peintre de Diosphos                                      | Pyrgi, sanctuaire méridional, dépôt kappa                                       | début du Ve siècle av. J.-C.                                      | terre cuite                                                      | H. 17,7 cm ; diam. du bord 3,8 cm | inv. 2013.4.437 | Santa Severa, Antiquarium de Pyrgi                                                                     |
| Coupe dite achéménide | 267                 | Coupe dite achéménide | Athènes                                                                      | Pyrgi, sanctuaire méridional, dépôt kappa                                       | 450 av. J.-C.                                                     | terre cuite                                                      | diam. 13,5 cm | inv. 2013.4.435 | Santa Severa, Antiquarium de Pyrgi                                                                     |
| Phiale contenant des coquillages, un bouton et un disque en os, un disque en bronze et un clou en fer | 268                 | Phiale contenant des coquillages, un bouton et un disque en os, un disque en bronze et un clou en fer | Cerveteri                                                                    | Pyrgi, sanctuaire méridional, dépôt kappa                                       | 1re moitié du Ve siècle av. J.-C.                                 | terre cuite                                                      | H. 1,5 cm ; diam. 14,5 cm | inv. 2013.4.427-433 | Santa Severa, Antiquarium de Pyrgi                                                                     |
| Cratère | 269                 | Cratère | Athènes, Peintre de Tyskiewicz                                               | Pyrgi, sanctuaire méridional, dépôt kappa                                       | 480-470 av. J.-C.                                                 | terre cuite                                                      | H. 28,4 cm ; diam. du bord 25 cm ; diam. du pied 12,75 cm | inv. 2013.4.436 | Santa Severa, Antiquarium de Pyrgi                                                                     |
| | 270                 | Amphore | Cerveteri                                                                    | large d'Antibes, épave de La Love                                               | VIe siècle av. J.-C.                                              | terre cuite                                                      | H. 52 cm ; diam. 35 cm | | Antibes, musée d'Archéologie                                                                           |
| Canthare | 271                 | Canthare | Cerveteri                                                                    | large d'Antibes, épave de La Love                                               | VIe siècle av. J.-C.                                              | bucchero                                                         | H. 12,5 cm ; diam. 11 cm | | Antibes, musée d'Archéologie                                                                           |
| Lampe | 272                 | Lampe | Sardaigne punique ?                                                          | large d'Antibes, épave de La Love                                               | VIe siècle av. J.-C.                                              | terre cuite                                                      | H. 5 cm ; L. 15,2 cm ; l. 12,7 cm | | Antibes, musée d'Archéologie                                                                           |
| Neuf Amphores (B) · Neuf amphores (C) | 273                 | Neuf amphores, | Cerveteri                                                                    | large d'Hyères, épave du Grand Ribaud F                                         | Ve siècle av. J.-C.                                               | terre cuite                                                      | H. de 50 à 52 cm ; diam. de 38 à 40 cm | inv. 20081 inv. 20082 inv. 20083 inv. 20084 inv. 20085 inv. 20086 inv. 20087 inv. 20088 inv. 20089                              | Marseille, département des recherches archéologiques subaquatiques et sous-marines                     |
| Deux bouchons d'amphores | 274                 | Deux bouchons d'amphores | Cerveteri                                                                    | large d'Hyères, épave du Grand Ribaud F                                         | Ve siècle av. J.-C.                                               | liège                                                            | diam. 12 cm ; ép. 2 cm | inv. 2001.1.1 inv. 2001.1.2 | Marseille, DRASSM                                                                                      |
| Askos à figures noires | 275                 | Askos à figures noires | Grèce de l'Est ?                                                             | large d'Hyères, épave du Grand Ribaud F                                         | Ve siècle av. J.-C.                                               | terre cuite                                                      | H. 7,5 cm ; diam. 9 cm | inv. 10207 | Marseille, DRASSM                                                                                      |
| Cratère corinthien : cratère d'Eurythios | 276                 | Cratère corinthien : cratère d'Eurythios, | Corinthe                                                                     | Cerveteri                                                                       | vers 600 av. J.-C.                                                | terre cuite                                                      | H. 46 cm ; diam. 48,2 cm | E 635 | Paris, musée du Louvre, DAGER                                                                          |
| Olpè corinthienne à figures noires | 277                 | Olpè corinthienne à figures noires, | Corinthe                                                                     | Cerveteri                                                                       | 575-550 av. J.-C.                                                 | terre cuite                                                      | H. 31 cm ; diam. 12,08 cm | E 647 | Paris, musée du Louvre, DAGER                                                                          |
| Coupe laconienne | 278                 | Coupe laconienne, | Sparte                                                                       | Cerveteri                                                                       | vers 550 av. J.-C.                                                | terre cuite                                                      | H. 12,12 cm ; diam. 18,8 cm | inv. 67658 | Cerveteri, musée national cérétain                                                                     |
| Amphore chalcidienne | 279                 | Amphore chalcidienne, | Rhégion ?, rattachée au Groupe de l'Amphore de Polyphème                     | Cerveteri                                                                       | 560-546 av. J.-C.                                                 | terre cuite                                                      | H. 39,9 cm ; diam. 25,3 cm | E 812 | Paris, musée du Louvre, DAGER                                                                          |
| Amphore | 280                 | Amphore, | Étrurie                                                                      | Cerveteri ?                                                                     | 560-530 av. J.-C.                                                 | terre cuite (bucchero)                                           | H. 32,8 cm ; diam. 18,5 cm | C 612 | Paris, musée du Louvre, DAGER                                                                          |
| Amphore nicosthénienne : Dionysos | 281                 | Amphore nicosthénienne : Dionysos, | Athènes, Peintre de Boston 01.17                                             | Cerveteri                                                                       | vers 540-530 av. J.-C.                                            | terre cuite                                                      | H. 25,8 cm | inv. 218 | Paris, bibliothèque nationale de France, ancienne collection Oppermann                                 |
| Amphore nicosthénienne : Niké | 282                 | Amphore nicosthénienne : Niké, | Athènes, Peintre N                                                           | Cerveteri                                                                       | 530-520 av. J.-C.                                                 | terre cuite                                                      | H. 32 cm ; diam. 18,3 cm | F 102 | Paris, musée du Louvre, DAGER                                                                          |
| Amphore nicosthénienne : Achille et Chiron | 283                 | Amphore nicosthénienne : Achille et Chiron, | Athènes, Oltos                                                               | Étrurie                                                                         | H. 37 cm ; diam. 20,3 cm                                          | terre cuite                                                      | H. 37 cm ; diam. 20,3 cm | G 3 | Paris, musée du Louvre, DAGER                                                                          |
| Psykter attique à figures rouges | 284                 | Psykter attique à figures rouges, | Athènes, Douris                                                              | Cerveteri                                                                       | 500-480 av. J.-C.                                                 | terre cuite                                                      | H. 28,7 cm | inv. 1868.0606.7 | Londres, British Museum                                                                                |
| Amphore attique à figures noires | 285                 | Amphore attique à figures noires, | Athènes                                                                      | Cerveteri                                                                       | 510-500 av. J.-C.                                                 | terre cuite                                                      | H. 40 cm ; diam. 27 cm | inv. R.278 | Bruxelles, musées royaux d'Art et d'histoire, collection Ravestein                                     |
| Olpè attique à figures noires | 286                 | Olpè attique à figures noires, | Athènes                                                                      | Cerveteri                                                                       | vers 500 av. J.-C.                                                | terre cuite                                                      | H. 27 cm ; diam. 12 cm | inv. R.241 | Bruxelles, musées royaux d'Art et d'histoire, collection Ravestein                                     |
| Coupe attique à figures rouges | 287                 | Coupe attique à figures rouges, | Athènes, attribué à la manière du Peintre d'Euergidès                        | Cerveteri                                                                       | vers 510-500 av. J.-C.                                            | terre cuite                                                      | H. 7,2 cm (lèvre) ; diam. 19,3 cm (26 cm avec les anses) | inv. R.260 | Bruxelles, musées royaux d'Art et d'histoire, collection Ravestein                                     |
| Olpè attique à figures noires | 288                 | Olpè attique à figures noires, | Athènes                                                                      | Cerveteri                                                                       | vers 525-475 av. J.-C.                                            | terre cuite                                                      | H. 28 cm ; diam. 18 cm | inv. R.240 | Bruxelles, musées royaux d'Art et d'histoire, collection Ravestein                                     |
| Cratère attique à figures rouges : cratère d'Antée | 289                 | Cratère d'Euphronios, dit cratère d'Antée, | Athènes, Euphronios                                                          | Cerveteri                                                                       | 515-510 av. J.-C.                                                 | terre cuite                                                      | H. 44,8 cm ; diam. 55 cm | G 103 | Paris, musée du Louvre, DAGER                                                                          |
| Stamnos attique à figure rouges | 290                 | Stamnos attique à figure rouges, | Athènes                                                                      | Cerveteri                                                                       | 525-515 av. J.-C.                                                 | terre cuite                                                      | H. 27,5 cm | inv. 1839.0214.70 | Londres, British Museum                                                                                |
| Amphore attique à figures noires | 291                 | Amphore attique à figures noires, | Athènes, attribué au Groupe de Wurtzbourg 199                                | Cerveteri                                                                       | vers 520-510 av. J.-C.                                            | terre cuite                                                      | H. 41 cm ; diam. 27,5 cm | inv. R.300 | Bruxelles, musées royaux d'art et d'histoire, collection Ravestein                                     |
| Coupe attique à figures rouges | 292                 | Coupe attique à figures rouges | Athènes, Peintre de Sabouroff                                                | Cerveteri                                                                       | 470-460 av. J.-C.                                                 | terre cuite                                                      | H. 9,4 cm ; diam. 23,5 cm | G 272 | Paris, musée du Louvre, DAGER                                                                          |
| Coupe attique à figures rouges | 293                 | Coupe attique à figures rouges | Athènes, Peintre d'Étrérie                                                   | Cerveteri ?                                                                     | 440-435 av. J.-C.                                                 | terre cuite                                                      | H. 9,9 cm ; diam. 25,4 cm | G 457 | Paris, musée du Louvre, DAGER                                                                          |
| Amphore attique à figures noires | 294                 | Amphore attique à figures noires, | Athènes, attribué au Peintre de Priam                                        | Cerveteri                                                                       | vers 520-510 av. J.-C.                                            | terre cuite                                                      | H. 32,5 cm ; diam. 21,5 cm | inv. R.328 | Bruxelles, musées royaux d'Art et d'histoire, collection Ravestein                                     |
| Plaque peinte : figures de Gorgones | 295                 | Plaque peinte : figures de Gorgones | Cerveteri                                                                    | Cerveteri, lieu-dit Campetti                                                    | 3e quart du VIe siècle av. J.-C.                                  | terre cuite                                                      | H. 93 cm ; l. 54 cm | inv. 2013.4.353 | Rome, musée national étrusque de la Villa Giulia                                                       |
| Plaques peintes, dites plaques Campana · Plaques peintes, dites plaques Campana | 296 297 298 299 300 | Plaques peintes, dites plaques Campana, | Cerveteri                                                                    | Cerveteri, nécropole de la Banditaccia                                          | 3e quart du VIe siècle av. J.-C.                                  | terre cuite                                                      | H. 131 cm ; l. 59 cm H. 125 cm ; l. 33 cm H. 126 cm ; l. 59 cm H. 124 cm ; l. 59 cm H. 123 cm ; l. 58 cm                                                      | Cp 6624 Cp 6625 Cp 6626 Cp 6627 Cp 6628                                                                                         | Paris, musée du Louvre, DAGER                                                                          |
| Plaque peinte : figures de guerriers | 301                 | Plaque peinte : figures de guerriers | Cerveteri                                                                    | Cerveteri, secteur du « temple d'Héra »                                         | 3e quart du VIe siècle av. J.-C.                                  | terre cuite                                                      | H. 73 cm ; l. 52 cm | inv. 2013.4.385 | Cerveteri, musée national cérétain                                                                     |
| Plaque peinte fragmentaire : visage féminin | 302                 | Plaque peinte fragmentaire : visage féminin | Cerveteri                                                                    | Cerveteri                                                                       | 530-520 av. J.-C.                                                 | terre cuite                                                      | H. 23 cm ; l. 15 cm | inv. 109766 | Cerveteri, musée national cérétain                                                                     |
| Plaque peinte : figure de guerrier | 303                 | Plaque peinte : figure de guerrier | Cerveteri                                                                    | Ceri                                                                            | fin du VIe siècle av. J.-C.                                       | terre cuite                                                      | H. 85,5 cm ; l. 53,4 cm | inv. 60157 | Cerveteri, musée national cérétain                                                                     |
| Plaque peinte : frise de cavaliers | 304                 | Plaque peinte : frise de cavaliers | Cerveteri                                                                    | Cerveteri, Vigna Marini-Vitalini                                                | dernier tiers du VIe siècle av. J.-C.                             | terre cuite                                                      | H. 22,7 cm ; l. 18,5 cm | inv. TC 6684.22 (3) | Berlin, Staatliche Museen zu Berlin, Antikensammlung                                                   |
| Plaque peinte : frise de cavaliers armés | 305                 | Plaque peinte : frise de cavaliers armés | Cerveteri                                                                    | Cerveteri, Vigna Marini-Vitalini                                                | dernier tiers du VIe siècle av. J.-C.                             | terre cuite                                                      | H. 17 cm ; l. 17,7 cm | inv. TC 6684.22 (2) | Berlin, Staatliche Museen zu Berlin, Antikensammlung                                                   |
| Plaque peinte : frise d'animaux | 306                 | Plaque peinte : frise d'animaux | Cerveteri                                                                    | Cerveteri, nécropole de la Banditaccia, tombe 68 du Nuovo Recinto               | dernier tiers du VIe siècle av. J.-C.                             | terre cuite                                                      | H. 24 cm ; l. 50 cm | inv. 2013.4.386 | Cerveteri, musée national cérétain                                                                     |
| Cratère : panthère et sphinx affrontés (face A) ; panthère et lion affrontés (face B) | 307                 | Cratère : panthère et sphinx affrontés (face A) ; panthère et lion affrontés (face B) | Peintre des Comastes de la Banditaccia                                       | Cerveteri                                                                       | vers 540-530 av. J.-C.                                            | terre cuite                                                      | H. max. 27 cm ; diam. max. 30 cm ; l. max. 31 cm | E 566 | Paris, musée du Louvre, DAGER, collection Campana                                                      |
| Hydrie : centauromachie | 308                 | Hydrie : centauromachie | Cerveteri, Groupe des Hydries de Caere, Peintre de l'Aigle                   | Cerveteri                                                                       | vers 510 av. J.-C.                                                | terre cuite                                                      | H. 43 cm ; diam. max. 39,4 cm | E 700 | Paris, musée du Louvre, DAGER, collection Campana                                                      |
| Hydrie : chasse au sanglier ; Europe sur le taureau | 309                 | Hydrie : chasse au sanglier ; Europe sur le taureau, | Cerveteri, Groupe des Hydries de Caere, Peintre de l'Aigle                   | Cerveteri                                                                       | vers 520 av. J.-C.                                                | terre cuite                                                      | H. 43,6 cm | E 696 | Paris, musée du Louvre, DAGER, collection Campana                                                      |
| Hydrie : chasse au cerf | 310                 | Hydrie : chasse au cerf, | Cerveteri, Groupe des Hydries de Caere, Peintre de Busiris                   | Cerveteri                                                                       | vers 500 av. J.-C.                                                | terre cuite                                                      | H. 40 cm ; l. max. 38,3 cm | E 697 | Paris, musée du Louvre, DAGER, collection Campana                                                      |
| Hydrie : chasse au lion | 311                 | Hydrie : chasse au lion, | Cerveteri, Groupe des Hydries de Caere, Peintre de l'Aigle                   | Cerveteri                                                                       | vers 515 av. J.-C.                                                | terre cuite                                                      | H. 41,8 cm ; l. max. 39,5 cm | E 698 | Paris, musée du Louvre, DAGER, collection Campana                                                      |
| Hydrie : Héraclès ramenant Cerbère à Eurysthée | 312                 | Hydrie : Héraclès ramenant Cerbère à Eurysthée, | Cerveteri, Groupe des Hydries de Caere, Peintre de l'Aigle                   | Cerveteri                                                                       | vers 520 av. J.-C.                                                | terre cuite                                                      | H. 42 cm ; l. max. 41,5 cm | E 701 | Paris, musée du Louvre, DAGER, collection Campana                                                      |
| Dinos : danse de satyres et ménades | 313                 | Dinos : danse de satyres et ménades, | Cerveteri                                                                    | Cerveteri ?                                                                     | vers 525 av. J.-C.                                                | terre cuite                                                      | H. 21 cm ; diam. max. 28 cm | E 736 | Paris, musée du Louvre, DAGER, collection Campana                                                      |
| Amphore : figure féminine ailée | 314                 | Amphore : figure féminine ailée, | Cerveteri, Peintre des Visages anguleux                                      | provenance inconnue                                                             | vers 525-515 av. J.-C.                                            | terre cuite                                                      | H. 36 cm ; diam. de la panse 25 cm | E 731 | Paris, musée du Louvre, DAGER, collection Campana                                                      |
| Amphore : scène d'armement ; hoplites à cheval | 315                 | Amphore : scène d'armement ; hoplites à cheval, | Cerveteri ?, Peintre des Satyres dansants                                    | provenance inconnue                                                             | 480-470 av. J.-C.                                                 | terre cuite                                                      | H. 36,5 cm ; diam. max. de la panse 23,5 cm | Cp 10612 | Paris, musée du Louvre, DAGER, collection Campana                                                      |
| Amphore : Héraclès et le Minotaure ; duel au-dessus du corps d'un guerrier à terre | 316                 | Amphore : Héraclès et le Minotaure ; duel au-dessus du corps d'un guerrier à terre | Cerveteri ?, Peintre des Satyres dansants                                    | Cerveteri ?                                                                     | vers 470 av. J.-C.                                                | terre cuite                                                      | H. cons. 37 cm ; diam. max. de la panse 26 cm | Cp 11069/S 4121, S 4129, S 4156                                                                                                 | Paris, musée du Louvre, DAGER, collection Campana                                                      |
| Pithos à décor estampé en métopes | 317                 | Pithos à décor estampé en métopes, | Cerveteri                                                                    | Cerveteri                                                                       | dernier quart du VIIe siècle av. J.-C.                            | impasto rouge                                                    | H. 101 cm ; diam. 59 cm | D 266 | Paris, musée du Louvre, DAGER, collection Campana                                                      |
| Pithos à décor estampé en frise | 318                 | Pithos à décor estampé en frise, | Cerveteri                                                                    | Cerveteri                                                                       | fin du VIe siècle av. J.-C.                                       | impasto rouge                                                    | H. 86 cm ; diam. 50 cm | D 281 | Paris, musée du Louvre, DAGER, collection Campana                                                      |
| Brasero à quatre pieds à décor estampé en métopes (A) · Brasero à quatre pieds à décor estampé en métopes (B) | 319                 | Brasero à quatre pieds à décor estampé en métopes | Cerveteri                                                                    | Cerveteri                                                                       | dernier quart du VIIe siècle av. J.-C.                            | impasto rouge et décor blanc peint sur fond rouge (white-on-red) | H. 11 cm ; diam. 54 cm | D 354 | Paris, musée du Louvre, DAGER, collection Campana                                                      |
| Brasero à décor estampé en frise | 320                 | Brasero à décor estampé en frise | Cerveteri                                                                    | Cerveteri                                                                       | fin du VIe siècle av. J.-C.                                       | impasto rouge                                                    | H. 15,5 cm ; diam. 41 cm | D 346 | Paris, musée du Louvre, DAGER, collection Campana                                                      |
| Antéfixe à tête de ménade | 321                 | Antéfixe à tête de ménade | Cerveteri                                                                    | Cerveteri, Vigna Marini-Vatalini                                                | IVe siècle av. J.-C.                                              | terre cuite                                                      | H. 48,2 cm ; l. 47,5 cm | inv. 13978 | Cité du Vatican, musée grégorien étrusque                                                              |
| Antéfixe à tête de ménade | 322                 | Antéfixe à tête de ménade | Cerveteri                                                                    | Cerveteri, Vigna Marini-Vatalini ?                                              | IVe siècle av. J.-C.                                              | terre cuite                                                      | H. 47 cm ; l. 48 cm | inv. HIN 70 | Copenhague, Ny Carlsberg Glytotek                                                                      |
| Antéfixe à tête de silène | 323                 | Antéfixe à tête de silène, | Cerveteri                                                                    | Cerveteri, Vigna Marini-Vatalini ?                                              | IVe siècle av. J.-C.                                              | terre cuite                                                      | H. 49,5 cm ; l. 46,5 cm | inv. 14118 | Cité du Vatican, musée grégorien étrusque                                                              |
| Antéfixe à tête de silène | 324                 | Antéfixe à tête de silène, | Cerveteri                                                                    | Cerveteri, Vigna Marini-Vatalini ?                                              | IVe siècle av. J.-C.                                              | terre cuite                                                      | H. 48 cm ; l. 49,2 cm | inv. HIN 68 | Copenhague, Ny Carlsberg Glytotek                                                                      |
| Antéfixe à tête de silène | 325                 | Antéfixe à tête de silène | Cerveteri                                                                    | Cerveteri, Vigna Marini-Vatalini                                                | IVe siècle av. J.-C.                                              | terre cuite                                                      | H. 40,6 cm | inv. 1893.0628.1 | Londres, British Museum                                                                                |
| Tête d'Héraclès | 326                 | Tête d'Héraclès | Cerveteri                                                                    | Cerveteri ?                                                                     | fin du Ve-début du IVe siècle av. J.-C.                           | terre cuite                                                      | H. 31 cm | MNE 998 | Paris, musée du Louvre, DAGER                                                                          |
| Tête féminine | 327                 | Tête féminine, | Cerveteri                                                                    | Pyrgi, temple A                                                                 | milieu du IVe siècle av. J.-C.                                    | terre cuite                                                      | H. 35 cm | inv. 54360 | Rome, musée national étrusque de la villa Giulia                                                       |
| Main | 328                 | Main | Cerveteri                                                                    | Pyrgi, temple A                                                                 | milieu du IVe siècle av. J.-C.                                    | terre cuite                                                      | H. 35 cm | inv. 45350 | Santa Severa, Antiquarium de Pyrgi                                                                     |
| Chapiteau figuré : Achéloos | 329                 | Chapiteau figuré : Achéloos | Cerveteri                                                                    | Cerveteri, sanctuaire de Sant'Antonio                                           | fin du IVe-1re moitié du IIIe siècle av. J.-C.                    | pépérin                                                          | H. 49,5 cm | inv. 2013.4. | Cerveteri, musée national cérétain                                                                     |
| Sima à corniche ajourée (A) · Sima à corniche ajourée (B) | 330                 | Sima à corniche ajourée | Cerveteri                                                                    | Cerveteri, sanctuaire de Sant'Antonio                                           | fin du IVe-IIIe siècle av. J.-C.                                  | terre cuite                                                      | H. 45 cm | inv. 2013.4.388 | Cerveteri, musée national cérétain                                                                     |
| Plaque de revêtement | 331                 | Plaque de revêtement | Cerveteri                                                                    | Cerveteri, sanctuaire de Sant'Antonio                                           | IIIe siècle av. J.-C.                                             | H. 30 cm ; l. 20 cm                                              | taille | inv. 2013.4.389 | Cerveteri, musée national cérétain                                                                     |
| Poids avec dédicace | 332                 | Poids avec dédicace | Cerveteri                                                                    | Cerveteri, sanctuaire de Sant'Antonio                                           | IVe-début du IIIe siècle av. J.-C.                                | bronze                                                           | H. 10 cm | inv. 121561 | Rome, musée national étrusque de la villa Giulia                                                       |
| Massue votive | 333                 | Massue votive | Cerveteri                                                                    | Cerveteri, sanctuaire de Sant'Antonio                                           | IVe siècle av. J.-C.                                              | bronze                                                           | L. 11 cm ; diam. 0,8 cm | inv. 119301 | Rome, musée national étrusque de la villa Giulia                                                       |
| Statuette féminine | 334                 | Statuette féminine | Cerveteri                                                                    | Cerveteri, sanctuaire de Sant'Antonio                                           | IVe siècle av. J.-C.                                              | terre cuite                                                      | H. 13 cm ; l. 10,4 cm | inv. 2013.4.392 | Cerveteri, musée national cérétain                                                                     |
| Tête votive | 335                 | Tête votive | Cerveteri                                                                    | Cerveteri, sanctuaire de Sant'Antonio                                           | IIIe siècle av. J.-C.                                             | terre cuite                                                      | H. 11,5 cm ; l. 8 cm ; pr. 6,5 cm | inv. 119310 | Cerveteri, musée national cérétain                                                                     |
| Fragment d'antéfixe | 336                 | Fragment d'antéfixe | Cerveteri                                                                    | Cerveteri, Vigna Parocchiale                                                    | IIIe siècle av. J.-C.                                             | terre cuite                                                      | H. 10,5 cm ; l. 7 cm | inv. 2013.4.380 | Cerveteri, musée national cérétain                                                                     |
| Coupe avec médaillon représentant Héraclès | 337                 | Coupe avec médaillon représentant Héraclès | Cerveteri                                                                    | Cerveteri, Vigna Parocchiale                                                    | IIIe siècle av. J.-C.                                             | terre cuite                                                      | diam. 5,2 cm | inv. 2013.4.383 | Cerveteri, musée national cérétain                                                                     |
| Askos | 338                 | Askos | Cerveteri                                                                    | Cerveteri, Vigna Parocchiale                                                    | IIIe siècle av. J.-C.                                             | terre cuite                                                      | H. 6,1 cm ; diam. 2,5 cm | inv. 2013.4.384 | Cerveteri, musée national cérétain                                                                     |
| Monnaie | 339                 | Monnaie | Cerveteri                                                                    | Cerveteri, Vigna Parocchiale                                                    | 217-215 av. J.-C. (chronologie M. H. Crawford (en))               | bronze                                                           | diam. 3 cm | inv. 2013.4.381 | Cerveteri, musée national cérétain                                                                     |
| Antéfixe | 340                 | Antéfixe | Cerveteri                                                                    | Cerveteri, zone dite du « temple d'Héra »                                       | IIIe siècle av. J.-C.                                             | terre cuite                                                      | H. 61 cm ; l. 36 cm | inv. 2013.4.394 | Cerveteri, musée national cérétain                                                                     |
| Coupe à vernis noir | 341                 | Coupe à vernis noir | Cerveteri                                                                    | Cerveteri, zone dite du « temple d'Héra »                                       | fin du IVe-début du IIIe siècle av. J.-C.                         | terre cuite                                                      | H. 14 cm ; l. 12,6 cm | inv. 2013.4.395 | Cerveteri, musée national cérétain                                                                     |
| Statue masculine | 342                 | Statue masculine | Cerveteri                                                                    | Cerveteri, temple du Manganello                                                 | IIIe siècle av. J.-C.                                             | terre cuite                                                      | H. 125 cm | inv. 17874 | Cité du Vatican, musée grégorien étrusque                                                              |
| Tête masculine | 343                 | Tête masculine | Cerveteri                                                                    | Cerveteri, temple du Manganello                                                 | époque hellénistique                                              | terre cuite                                                      | H. 24 cm ; l. 16 cm | inv. 20954 | Cité du Vatican, musée grégorien étrusque                                                              |
| Demi-tête masculine | 344                 | Demi-tête masculine | Cerveteri                                                                    | Cerveteri, temple du Manganello                                                 | époque hellénistique                                              | terre cuite                                                      | H. 26 cm ; l. 18 cm | inv. 13881 | Cité du Vatican, musée grégorien étrusque                                                              |
| Tête féminine | 345                 | Tête féminine | Cerveteri                                                                    | Cerveteri, temple du Manganello                                                 | époque hellénistique                                              | terre cuite                                                      | H. 30 cm ; l. 23 cm | inv. 13998 | Cité du Vatican, musée grégorien étrusque                                                              |
| Tête voilée | 346                 | Tête voilée | Cerveteri                                                                    | Cerveteri, temple du Manganello                                                 | époque hellénistique                                              | terre cuite                                                      | H. 19 cm ; l. 14,5 cm | inv. 21048 | Cité du Vatican, musée grégorien étrusque                                                              |
| Tête d'enfant | 347                 | Tête d'enfant, | Cerveteri                                                                    | Cerveteri, temple du Manganello                                                 | époque hellénistique                                              | terre cuite                                                      | H. 16 cm ; l. 12,5 cm | inv. 21029 | Cité du Vatican, musée grégorien étrusque                                                              |
| Femme trônant avec enfant | 348                 | Femme trônant avec enfant, | Cerveteri                                                                    | Cerveteri, temple du Manganello                                                 | époque hellénistique                                              | terre cuite                                                      | H. 10 cm | inv. 13739 | Cité du Vatican, musée grégorien étrusque                                                              |
| Main | 349                 | Main, | Cerveteri                                                                    | Cerveteri, temple du Manganello                                                 | époque hellénistique                                              | terre cuite                                                      | H. 15 cm | inv. 21574 | Cité du Vatican, musée grégorien étrusque                                                              |
| Sein | 350                 | Sein, | Cerveteri                                                                    | Cerveteri, temple du Manganello                                                 | époque hellénistique                                              | terre cuite                                                      | H. 9,5 cm ; l. 10 cm | inv. 21517 | Cité du Vatican, musée grégorien étrusque                                                              |
| Utérus | 351                 | Utérus, | Cerveteri                                                                    | Cerveteri, temple du Manganello                                                 | époque hellénistique                                              | terre cuite                                                      | H. 18,5 cm ; l. 15 cm | inv. 13968 | Cité du Vatican, musée grégorien étrusque                                                              |
| Plaque polyviscérale | 352                 | Plaque polyviscérale, | Cerveteri                                                                    | Cerveteri, temple du Manganello                                                 | époque hellénistique                                              | terre cuite                                                      | H. 40 cm | inv. 13945 | Cité du Vatican, musée grégorien étrusque                                                              |
| Phallus | 353                 | Phallus, | Cerveteri                                                                    | Cerveteri, temple du Manganello                                                 | époque hellénistique                                              | terre cuite                                                      | H. 11 cm ; l. 7,5 cm | inv. 21501 | Cité du Vatican, musée grégorien étrusque                                                              |
| Jambe | 354                 | Jambe, | Cerveteri                                                                    | Cerveteri, temple du Manganello                                                 | époque hellénistique                                              | terre cuite                                                      | H. 45 cm ; L. du pied 22 cm | inv. 21147 | Cité du Vatican, musée grégorien étrusque                                                              |
| Pied | 355                 | Pied, | Cerveteri                                                                    | Cerveteri, temple du Manganello                                                 | époque hellénistique                                              | terre cuite                                                      | H. 20 cm ; L. 26 cm | inv. 21465 | Cité du Vatican, musée grégorien étrusque                                                              |
| Bobine | 356                 | Bobine | Cerveteri                                                                    | Cerveteri, temple du Manganello                                                 | époque orientalisante                                             | terre cuite                                                      | H. 4,4 cm ; diam. 1 cm | inv. 2013.4.398 | Cerveteri, musée national cérétain                                                                     |
| Peson | 357                 | Peson | Cerveteri                                                                    | Cerveteri, temple du Manganello                                                 | IVe-IIIe siècle av. J.-C.                                         | terre cuite                                                      | H. 12 cm ; l. 6 cm | inv. 2013.4.397 | Cerveteri, musée national cérétain                                                                     |
| Couvercle de céramique commune | 358                 | Couvercle de céramique commune | Cerveteri                                                                    | Cerveteri, temple du Manganello                                                 | IIIe-Ier siècle av. J.-C.                                         | terre cuite                                                      | H. 5 cm ; L. 13 cm | inv. 2013.4.399 | Cerveteri, musée national cérétain                                                                     |
| Coupelle à vernis noir | 359                 | Coupelle à vernis noir | Cerveteri                                                                    | Cerveteri, temple du Manganello                                                 | IIIe siècle av. J.-C.                                             | terre cuite                                                      | H. 6 cm ; diam. 15 cm | inv. 2013.4.400 | Cerveteri, musée national cérétain                                                                     |
| Sarcophage du Magistrat | 360                 | Sarcophage du Magistrat | Cerveteri                                                                    | Cerveteri, tombe des Sarcophages, chambre I                                     | milieu du IVe siècle av. J.-C.                                    | travertin                                                        | cuve : H. 60 cm ; L. 190 cm ; l. 66 cm couvercle : H. 40 cm ; L. 195 cm ; l. 70 cm                                                                            | inv. 14949 | Cité du Vatican, musée grégorien étrusque                                                              |
| Sarcophage | 361                 | Sarcophage | Cerveteri                                                                    | Cerveteri, tombe des Sarcophages, chambre II                                    | 2de moitié du IVe siècle av. J.-C.                                | travertin                                                        | cuve : H. 56 cm ; L. 205 cm ; l. 64,5 cm couvercle : H. 21 cm ; L. 214,5 cm ; l. 79 cm                                                                        | inv. 2013.4.401 | Cerveteri, musée national cérétain                                                                     |
| Porte | 362                 | Porte | Cerveteri                                                                    | Cerveteri, nécropole de Greppe Sant'Angelo                                      | vers 300 av. J.-C.                                                | nenfro                                                           | H. 198 cm ; l. 93 cm ; ép. 24 cm | inv. 2013.4.403 | Cerveteri, musée national cérétain                                                                     |
| Statue de Charun | 363                 | Statue de Charun, | Cerveteri                                                                    | Cerveteri, nécropole de Greppe Sant'Angelo                                      | vers 300 av. J.-C.                                                | nenfro                                                           | taille | inv. 2013.4.402 | Cerveteri, musée national cérétain                                                                     |
| Lion (C) · Lion (A) | 364 365             | Deux lions, | Cerveteri                                                                    | Cerveteri, nécropole de Greppe Sant'Angelo                                      | vers 300 av. J.-C.                                                | nenfro                                                           | H. 61,2 cm ; L. 125 cm ; l. 44 cm H. 57 cm ; L. 121,3 cm ; l. 38 cm                                                                                           | inv. 2013.4.404 inv. 2013.4.405                                                                                                 | Cerveteri, musée national cérétain                                                                     |
| Buste féminin | 366                 | Buste féminin | Cerveteri                                                                    | Cerveteri, nécropole de la Banditaccia, tombe des Têtes votives                 | IIIe siècle av. J.-C.                                             | terre cuite                                                      | H. 27 cm ; l. de la base 23 cm | inv. 2013.4.407 | Cerveteri, musée national cérétain                                                                     |
| Buste féminin | 367                 | Buste féminin | Cerveteri                                                                    | Cerveteri, nécropole de la Banditaccia, tombe des Têtes votives                 | IIIe siècle av. J.-C.                                             | terre cuite                                                      | H. 25 cm ; l. de la base 23,5 cm | inv. 2013.4.408 | Cerveteri, musée national cérétain                                                                     |
| Couple féminin assis sur un trône | 368                 | Couple féminin assis sur un trône | Cerveteri                                                                    | Cerveteri, nécropole de la Banditaccia, tombe des Têtes votives                 | IIIe siècle av. J.-C.                                             | terre cuite                                                      | H. 17 cm ; l. de la base 10,5 cm | inv. 2013.4.410 | Cerveteri, musée national cérétain                                                                     |
| Statuette féminine | 369                 | Statuette féminine | Cerveteri                                                                    | Cerveteri, nécropole de la Banditaccia, tombe des Têtes votives                 | IIIe siècle av. J.-C.                                             | terre cuite                                                      | H. 28,5 cm | inv. 2013.4.409 | Cerveteri, musée national cérétain                                                                     |
| Coupe miniature | 370                 | Coupe miniature | Cerveteri                                                                    | Cerveteri, nécropole de la Banditaccia, tombe des Têtes votives                 | IIIe siècle av. J.-C.                                             | terre cuite                                                      | H. 1,5 cm ; l. de la base 5 cm | inv. 2013.4.411 | Cerveteri, musée national cérétain                                                                     |
| Support miniature à vernis noir | 371                 | Support miniature à vernis noir | Cerveteri                                                                    | Cerveteri, nécropole de la Banditaccia, tombe des Têtes votives                 | IIIe siècle av. J.-C.                                             | terre cuite                                                      | H. 2,5 cm ; diam. 3,8 cm | inv. 2013.4.412 | Cerveteri, musée national cérétain                                                                     |
| Paire de boucles d'oreilles | 372                 | Paire de boucles d'oreilles | Tarente                                                                      | Cervetero                                                                       | dernier quart du IVe siècle av. J.-C.                             | or                                                               | H. 2,3 cm | inv. 53662 inv. 53669 | Rome, musée national étrusque de la Villa Giulia                                                       |
| Paire de bouches d'oreilles | 373                 | Paire de bouches d'oreilles | Étrurie méridionale                                                          | Cerveteri                                                                       | fin du IVe siècle av. J.-C.                                       | or                                                               | H. 2,6 cm | inv. 53746 inv. 53751 | Rome, musée national étrusque de la Villa Giulia                                                       |
| Bague | 374                 | Bague | Étrurie méridionale                                                          | Cerveteri                                                                       | 2de moitié du Ve siècle av. J.-C.-début du IVe siècle av. J.-C.   | or                                                               | diam. 2,2 cm ; H. du chaton 2,5 cm ; l. 1,9 cm | inv. 54576 | Rome, musée national étrusque de la Villa Giulia                                                       |
| Bague | 375                 | Bague, | Étrurie méridionale                                                          | Cerveteri                                                                       | 2de moitié du IVe siècle av. J.-C.-début du IIIe siècle av. J.-C. | or, cornaline                                                    | diam. 2 cm | inv. 54572 | Rome, musée national étrusque de la Villa Giulia                                                       |
| Brûle-parfum | 376                 | Brûle-parfum, | Vulci ?                                                                      | Cerveteri                                                                       | fin du VIe-début du IIIe siècle av. J.-C.                         | bronze                                                           | H. 29 cm ; l. 19,4 cm | Br 3174 | Paris, musée du Louvre, DAGER, collection Campana                                                      |
| Miroir | 377                 | Miroir | Étrurie                                                                      | Cerveteri                                                                       | IVe siècle av. J.-C.                                              | bronze                                                           | H. 29 cm | inv. 1865.0712.3 | Londres, British Museum                                                                                |
| Miroir à boîte : couvercle | 378                 | Miroir à boîte : couvercle | Étrurie                                                                      | Cerveteri                                                                       | IIIe siècle av. J.-C.                                             | bronze                                                           | diam. 15 cm | inv. 1865.0712.8 | Londres, British Museum                                                                                |
| Cratère | 379                 | Cratère | Faléries                                                                     | Cerveteri                                                                       | 2de moitié du IVe siècle av. J.-C.                                | terre cuite                                                      | H. 39,2 cm ; diam. 30,5 cm | inv. 50610 | Rome, musée national étrusque de la Villa Giulia                                                       |
| Cratère en calice | 380                 | Cratère en calice | Cerveteri, style falisto-cérétain, Peintre cérétain de la Villa Giulia       | Cerveteri                                                                       | vers 330 av. J.-C.                                                | terre cuite                                                      | H. 33,4 cm ; diam. 30,2 cm ; capacité de plus de 6 L | K 403 | Paris, musée du Louvre, DAGER                                                                          |
| Œnochoé | 381                 | Œnochoé, | Cerveteri, style falisto-cérétain, Peintre cérétain de la Villa Giulia       | Cerveteri                                                                       | dernier tiers du IVe siècle av. J.-C.                             | terre cuite                                                      | H. 32,8 cm ; diam. 16,7 cm ; capacité de près de 3 L | K 445 | Paris, musée du Louvre, DAGER                                                                          |
| Canthare | 382                 | Canthare, | Cerveteri, style falisto-cérétain, Peintre cérétain de la Villa Giulia       | Cerveteri                                                                       | dernier tiers du IVe siècle av. J.-C.                             | terre cuite                                                      | H. 14,2 cm ; diam. 9,4 cm ; capacité d'environ 20 cL | S 5085 | Paris, musée du Louvre, DAGER                                                                          |
| Œnochoé | 383                 | Œnochoé, | Cerveteri, style falisto-cérétain ancien, Peintre cérétain du Satyre frontal | Cerveteri                                                                       | dernier tiers du IVe siècle av. J.-C.                             | terre cuite                                                      | H. 32 cm ; diam. 15 cm ; capacité d'un peu moins de 2 L | K 447 | Paris, musée du Louvre, DAGER                                                                          |
| Œnochoé | 384                 | Œnochoé, | Cerveteri, style falisto-cérétain moyen, Peintre cérétain de Volterra        | Cerveteri                                                                       | dernier tiers du IVe siècle av. J.-C.                             | terre cuite                                                      | H. 19,3 cm ; diam. 12,7 cm ; capacité d'environ 1 L | S 5068 | Paris, musée du Louvre, DAGER                                                                          |
| Stamnos | 385                 | Stamnos, | Cerveteri, style cérétain récent, Peintre cérétain de Castellani             | Cerveteri                                                                       | dernier tiers du IVe siècle av. J.-C.                             | terre cuite                                                      | H. 28,6 cm ; diam. 22,6 cm ; capacité d'environ 6,5 L | K 416 | Paris, musée du Louvre, DAGER                                                                          |
| Œnochoé | 386                 | Œnochoé | Cerveteri, Groupe de Torcop, proche du Peintre cérétain de Bruxelles R273    | Cerveteri                                                                       | dernier tiers du IVe siècle av. J.-C.                             | terre cuite                                                      | H. 34 cm ; diam. 16,4 cm ; capacité de 2,5 L | K 471 | Paris, musée du Louvre, DAGER                                                                          |
| Plat | 387                 | Plat | Cerveteri, Groupe de Genucilia, proche du Peintre Genucilia de Berkeley      | Cerveteri                                                                       | dernier tiers du IVe siècle av. J.-C.                             | terre cuite                                                      | diam. 15 cm | K 503 | Paris, musée du Louvre, DAGER                                                                          |
| Plat | 388                 | Plat | Cerveteri, Groupe de Genucilia, Peintre Genucilia de Lisbonne                | Cerveteri                                                                       | dernier tiers du IVe siècle av. J.-C.                             | terre cuite                                                      | diam. 14,3 cm | Cp 1202 | Paris, musée du Louvre, DAGER                                                                          |
| Plat | 389                 | Plat | Cerveteri, Groupe de Genucilia                                               | Cerveteri                                                                       | dernier tiers du IVe siècle av. J.-C.                             | terre cuite                                                      | diam. 14 cm | Cp 1208 | Paris, musée du Louvre, DAGER                                                                          |
| Monnaie | 390                 | Monnaie |                                                                              | Cerveteri, Vigna Parrocchiale                                                   | 14-37 apr. J.-C.                                                  | bronze                                                           | diam. 3 cm | inv. 2013.4.382 | Cerveteri, musée national cérétain                                                                     |
| Cippe circulaire | 391                 | Cippe circulaire | Cerveteri                                                                    | Cerveteri                                                                       | IIIe-IIe siècle av. J.-C.                                         | tuf                                                              | H. 36 cm ; l. max. 40 cm ; l. min. 25 cm | Ma 2360 | Paris, musée du Louvre, DAGER                                                                          |
| Cippe conique | 392                 | Cippe conique |                                                                              | Cerveteri                                                                       | IIIe-IIe siècle av. J.-C.                                         | tuf                                                              | H. 26 cm ; l. max. 46,6 cm ; l. min. 11,5 cm | Ma 2359 | Paris, musée du Louvre, DAGER                                                                          |
| Cippe en forme de colonnette | 393                 | Cippe en forme de colonnette | Cerveteri                                                                    | Cerveteri                                                                       | Ier siècle av. J.-C.                                              | nenfro                                                           | H. 34 cm ; diam. 15-25 cm | Ma 1290 | Paris, musée du Louvre, DAGER                                                                          |
| Cippe rectangulaire | 394                 | Cippe rectangulaire | Cerveteri                                                                    | Cerveteri                                                                       | fin du IIe-Ier siècle av. J.-C.                                   | nenfro                                                           | H. 28,5 cm ; L. 23,5 cm ; l. 12 cm | Ma 1321 | Paris, musée du Louvre, DAGER                                                                          |
| Coupe | 395                 | Coupe | Cerveteri                                                                    | Cerveteri                                                                       | 2e quart du VIIe siècle av. J.-C.                                 | impasto                                                          | H. 9 cm ; diam. du bord 10,3 cm | Cp 3414 / C 54 | Paris, musée du Louvre, DAGER, collection Campana                                                      |
| Portrait d'Auguste | 396                 | Portrait d'Auguste | Cerveteri ?                                                                  | Cerveteri, Vigna Grande                                                         | milieu du Ier siècle                                              | marbre                                                           | H. 35 cm | Ma 1246 | Paris, musée du Louvre, DAGER, collection Campana                                                      |
| Relief des Cités, dit « trône de Claude » | 397                 | Relief des Cités, dit « trône de Claude » | Cerveteri ?                                                                  | Cerveteri, Vigna Grande                                                         | milieu du Ier siècle                                              | marbre                                                           | H. 78 cm ; l. 75 cm ; pr. 15 cm | inv. 9942 | Cité du Vatican, musée grégorien profane                                                               |
| 1. 2. 3. |                     | |                                                                              |                                                                                 |                                                                   |                                                                  | | | |

## Réactions et critiques
Le vernissage de l'exposition a eu lieu le soir du 4 décembre 2013, soit un an jour pour jour après l'inauguration. Les premières réactions des visiteurs sont positives.

## Publications
La couverture du catalogue d'exposition représente le Sarcophage des Époux avec un arrière-plan bleu rappelant la mer Méditerranée. Beaux Arts éditions a consacré un numéro hors-série à cette exposition, il en est de même pour Histoire antique & médiévale. Le numéro 26 de Grande Galerie consacre un dossier de quatorze pages sur cette exposition.